# Liste der Kulturdenkmale in Ebersbach (bei Großenhain)
In der Liste der Kulturdenkmale in Ebersbach sind die Kulturdenkmale der sächsischen Gemeinde Ebersbach verzeichnet, die bis Dezember 2020 vom Landesamt für Denkmalpflege Sachsen erfasst wurden (ohne archäologische Kulturdenkmale). Die Anmerkungen sind zu beachten.
Diese Aufzählung ist eine Teilmenge der Liste der Kulturdenkmale im Landkreis Meißen.

## Ebersbach
| Bild                                    | Bezeichnung                                                                                                | Lage                                                                                      | Datierung | Beschreibung | ID       |
| --------------------------------------- | --- | ----------------------------------------------------------------------------------------- | --- | --- | -------- |
| Direkt Bild zu diesem Denkmal hochladen | Bahndamm, Brückenpfeiler und Bogenbrücke einer ehemaligen Eisenbahnstrecke                                 | Am Bahndamm (Karte)                                                                       | 1919 | Reste der Eisenbahnstrecke Priestewitz–Radeburg-Nord; verkehrsgeschichtlich und technikgeschichtlich von Bedeutung. Zwei Brückenpfeiler aus verputztem Mauerwerk, Brücke darüber nicht mehr vorhanden, in den Bahndamm integrierte Tonne, einbogige Steinbogenbrücke mit verputzten Wangen im Bahndamm, zwischen Grundstück Am Bahndamm 2 und Hauptstraße 83a. | 08959238 |
| Direkt Bild zu diesem Denkmal hochladen | Seitengebäude, Scheune, Torbogen und Einfriedungsmauer eines Vierseithofes                                 | Am Fiebich 1 (Karte)                                                                      | Um 1750/1780 (Stallscheune); Mitte 19. Jahrhundert (Scheune)                                                                      | Weitgehend original erhaltene Gebäude, Seitengeäbude mit seltener Fachwerkkonstruktion mit Blockteil, Fachwerk-Scheune, wirtschaftsgeschichtlich und baugeschichtlich von Bedeutung, bildet Vierseithof mit Nummer 1a. - Stallscheune: Erdgeschoss teils massiv, ein Teil in Blockbauweise, zurückgesetzt, Obergeschoss Fachwerk, vorkragend, starke Balken, Lehmausfachungen, in Traufe Taubenschlag, Satteldach, Straßenseite ganz Bruchstein, verputzt - Scheune: Bruchsteinsockel, sonst Fachwerk mit Drempel, zwei große Holztore, drei Seiten Bruchstein, verputzt - Bruchsteinmauer als Grundstücksbegrenzung zur Straße | 08958961 |
| Direkt Bild zu diesem Denkmal hochladen | Grundstücksbegrenzungsmauern                                                                               | Am Fiebich 4, 4a, 4b (vor) (Karte)                                                        | 19. Jahrhundert | Siedlungsgeschichtlich von Bedeutung, stark ortsbildprägend und in ihrer weitestgehenden Geschlossenheit von Seltenheitswert im Landkreis, baugeschichtlich von Bedeutung. Grundstücksbegrenzungsmauern aus Bruchstein, verputzt, ca. 1,50 m hoch. | 08959090 |
| Direkt Bild zu diesem Denkmal hochladen | Wohnhaus eines ehemaligen Hakenhofes                                                                       | Am Fiebich 14 (Karte)                                                                     | 2. Hälfte 19. Jahrhundert | Weitgehend ursprünglich erhaltenes Zeugnis bäuerlicher Lebensweise, Obergeschoss Fachwerk, Giebel verbrettert, baugeschichtlich von Bedeutung. - Wohnhaus: Erdgeschoss massiv, verputzt, Winterfenster, hölzerner Eingangsvorbau, Obergeschoss Fachwerk, Giebeldreieck verbrettert, Krüppelwalmdach - Scheune: im Winkel angebaut, Backstein, verputzt, großes Holztor, Satteldach | 08958962 |
| Direkt Bild zu diesem Denkmal hochladen | Wohnhaus                                                                                                   | Am Fiebich 30 (Karte)                                                                     | 2. Hälfte 19. Jahrhundert | Malerischer Bestandteil der alten Ortsstruktur, Fachwerkgebäude, baugeschichtlich von Bedeutung. Erdgeschoss massiv, verputzt, Sandsteingewände, Obergeschoss eine Seite massiv, sonst Fachwerk, im Giebel mit schlichtem Sonnenmotiv, originale Fenstergrößen, Satteldach neu. | 08958963 |
| Direkt Bild zu diesem Denkmal hochladen | Wohnhaus (vorderer Teil) eines Zweiseithofes                                                               | An der Mart 6 (Karte)                                                                     | 1. Hälfte 19. Jahrhundert | Weitgehend ursprünglich erhaltenes Zeugnis bäuerlichen Wohnens, Fachwerk-Gebäude, baugeschichtlich von Bedeutung. Erdgeschoss massiv, Sandsteingewände, Winterfenster, Obergeschoss und Giebel Fachwerk, Dachüberstand. | 08958983 |
| Direkt Bild zu diesem Denkmal hochladen | Ehemaliges Forsthaus (heute Wohnhaus)                                                                      | Bärwalder Straße 8 (Karte)                                                                | Ende 19. Jahrhundert | Im Dorfkontext seltenes Beispiel bürgerlichen Wohnens, Klinkerbau der Gründerzeit, mit Loggia, baugeschichtlich und ortsgeschichtlich von Bedeutung. Eingeschossiger Klinkerbau mit Natursteingliederung an Fenstern, Türen und Ecken, Eingang öffnet sich als dreijochige Loggia mit Kreuzgewölbe, Standerker, Eckrisalit, im Giebel Zwillingsfenster, Satteldach mit Schieferdeckung, stehende Dachgaupen, Dacherker mit Zierfachwerk, Hirschgeweih an Fassade. | 08958964 |
| Weitere Bilder                          | Wegestein                                                                                                  | Freitelsdorfer Straße (Karte)                                                             | 19. Jahrhundert | Verkehrsgeschichtliche Bedeutung, durch ungewöhnliche Gestaltung Seltenheitswert. Sandstein, scharriert, auf oktogonalem Grundriss, an vier Seiten Medaillons mit Wegeangaben, stark verwittert, dreieckiger Aufsatz mit Gesims, Inschrift „Nach Rödern“. | 08958999 |
| Direkt Bild zu diesem Denkmal hochladen | Denkmal für die Gefallenen des Ersten Weltkrieges                                                          | Hauptstraße (Karte)                                                                       | Nach 1918 | Ortsgeschichtlich von Bedeutung. Mächtiger Granitmonolith auf Sockel, dort Relief mit Eisernem Kreuz, der Kubus mehrfach abgestuft, bekrönt durch eine Kugel mit ewiger Flamme, Namen der Gefallenen auf den vier Seitenflächen, Inschrift „Unseren im Weltkrieg 1914–1918 gebliebenen Helden zum Danke gewidmet von der Gemeinde“. Am Sockel Kriegerdenkmal Zweiter Weltkrieg (kein Denkmal), Granitplatte mit Inschrift „Den Opfern des II. Weltkrieges 1939–1945 und aller Gewaltherrschaft im 20. Jahrhundert“. | 08958950 |
| Direkt Bild zu diesem Denkmal hochladen | Wirtschaftsgebäude                                                                                         | Hauptstraße (Karte)                                                                       | Ende 19. Jahrhundert | Gründerzeitlicher Putzbau mit Klinkergliederung, baugeschichtlich und straßenbildprägend von Bedeutung. Allein stehender Bau an der Straßenkreuzung Hauptstraße/Bärwalder Straße, Natursteinsockel, abgeschrägte Ecke, sonst verputzt, profiliertes Gußgewände, Klinkergliederung mit Deutschem Band und Zahnschnitt-Kranzgesims, Okuli mit originalen, ornamentierten Belüftungsgittern, großer Okulus im Giebel, große Toreinfahrt. | 08958957 |
| Direkt Bild zu diesem Denkmal hochladen | Grundstücksbegrenzungsmauern                                                                               | Hauptstraße 2, 4, 16a, 18, 20, 22, 24, 26, 26a, 38, 40, 42, 46, 48, 58, 150 (vor) (Karte) | 19. Jahrhundert | Siedlungsgeschichtlich von Bedeutung, stark ortsbildprägend und in ihrer weitestgehenden Geschlossenheit von Seltenheitswert im Landkreis, baugeschichtlich von Bedeutung | 08959239 |
| Direkt Bild zu diesem Denkmal hochladen | Wohnstallhaus, Scheune und Einfriedung eines Dreiseithofes                                                 | Hauptstraße 6 (Karte)                                                                     | Bezeichnet mit 1802 (Wohnstallhaus); um 1800 (Scheune)                                                                            | Authentisches Zeugnis der alten Ortsstruktur, Wohnstallhaus mit Fachwerk-Obergeschoss und Segmentbogenportal, Fachwerk-Scheune verputzt, baugeschichtlich und wirtschaftsgeschichtlich von Bedeutung, bildet Dreiseithof mit Nummer 8. - Wohnstallhaus: Erdgeschoss Bruchstein, original verputzt, Giebel massiv, mit Putzgliederung, Sandsteingewände, Obergeschoss zwei Seiten Fachwerk, teils originale Fenster, Krüppelwalmdach, bezeichnet mit 1802 im Schlussstein des Eingangsportals - Scheune: Fachwerk, verputzt, Holzschiebetor, Satteldach - Einfriedung: Tor und Leutepforte aus Bruchstein, verputzt | 08958987 |
| Direkt Bild zu diesem Denkmal hochladen | Zufahrtsbrücke über die Heidelache                                                                         | Hauptstraße 7 (neben) (Karte)                                                             | 19. Jahrhundert | Steinbogenbrücke, baugeschichtlich von Bedeutung | 08959095 |
| Direkt Bild zu diesem Denkmal hochladen | Wohnhaus (nur vorderer Teil) und Einfriedung eines Bauernhofes                                             | Hauptstraße 12 (Karte)                                                                    | Um 1818 laut Auskunft | Mit Fachwerk-Obergeschoss, baugeschichtlich von Bedeutung. Erdgeschoss massiv, verändert, Obergeschoss und Giebel Fachwerk, Giebel verputzt, originale Fenstergrößen, Satteldach, Biberschwanzdeckung. Einfriedung: Bruchsteinmauer, verputzt. | 08958986 |
| Direkt Bild zu diesem Denkmal hochladen | Wohnstallhaus (mit Remisenanbau), Scheune und Einfriedungsmauer eines ehemaligen Dreiseithofes             | Hauptstraße 16 (Karte)                                                                    | 2. Hälfte 19. Jahrhundert | Wohnstallhaus mit Fachwerk-Obergeschoss, Fachwerk-Scheune, baugeschichtlich und ortsbildprägend von Bedeutung. - Wohnstallhaus: Erdgeschoss Bruchstein, verputzt, Sandsteingewände, Obergeschoss Fachwerk, flachgeneigtes Satteldach, Backofenanbau - Scheune: teils Fachwerk, teils massiv mit Fachwerk-Optik, zwei große Tore, Satteldach - Einfriedung: Bruchsteinmauer, verputzt, auf gesamter Grundstückslänge, zwischen Wohnstallhaus und Scheune Gebäude aus Bruchstein, verputzt, Toreinfahrt aus Holz, Satteldach, Biberschwanzdeckung - Seitengebäude (Abbruch 2000): ganz in Bruchstein, verputzt, große Rundbogeneinfahrt, Satteldach, Biberschwanzdeckung | 08958985 |
| Direkt Bild zu diesem Denkmal hochladen | Zufahrtsbrücke über die Heidelache                                                                         | Hauptstraße 17 (bei) (Karte)                                                              | 19. Jahrhundert | Steinbogenbrücke, baugeschichtlich und ortsbildprägend von Bedeutung. Einbogige Brücke aus Bruchstein, mit seitlichem Holzzaun und Bruchsteinmauer entlang des Ufers der Heidelache. | 08959232 |
| Direkt Bild zu diesem Denkmal hochladen | Zufahrtsbrücke über die Heidelache                                                                         | Hauptstraße 19 (bei) (Karte)                                                              | 19. Jahrhundert | Steinbogenbrücke, baugeschichtlich und ortsbildprägend von Bedeutung. Einbogige Brücke aus Bruchstein, mit seitlichem Holzzaun und Bruchsteinmauer entlang des Ufers der Heidelache. | 08959233 |
| Direkt Bild zu diesem Denkmal hochladen | Seitengebäude eines Dreiseithofes                                                                          | Hauptstraße 21 (Karte)                                                                    | 1. Hälfte 19. Jahrhundert | Zeit- und landschaftstypischer Fachwerkbau, baugeschichtlich von Bedeutung. Erdgeschoss massiv, verputzt, Obergeschoss Fachwerk, originale Fenstergrößen, Krüppelwalmdach, Giebeldreieck verbrettert. | 08958984 |
| Direkt Bild zu diesem Denkmal hochladen | Zufahrtsbrücke über die Heidelache                                                                         | Hauptstraße 39 (bei) (Karte)                                                              | 19. Jahrhundert | Steinbogenbrücke, baugeschichtlich und ortsbildprägend von Bedeutung. Flache Bogenbrücke aus Bruchstein, mit Betonsteg. | 08959231 |
| Direkt Bild zu diesem Denkmal hochladen | Wohnstallhaus (ohne Anbau) und Einfriedungsmauer eines Dreiseithofes                                       | Hauptstraße 50 (Karte)                                                                    | Bezeichnet mit 1818 | Straßenbildprägendes Fachwerkgesbäude, baugeschichtlich von Bedeutung. Erdgeschoss massiv, verändert, Sandsteintürgewände (neu) mit Schlussstein, Schlussstein bezeichnet mit „1818 ICAT“, Obergeschoss und Giebel Fachwerk, steiles Krüppelwalmdach, Dachflächenfenster, Lastenaufzug. Grundstücksbegrenzungsmauer: Bruchstein, verputzt, saniert. | 08958971 |
| Direkt Bild zu diesem Denkmal hochladen | Zufahrtsbrücke über die Heidelache (zu einer Grünfläche)                                                   | Hauptstraße 50 (gegenüber) (Karte)                                                        | 19. Jahrhundert | Steinbogenbrücke, baugeschichtlich und ortsbildprägend von Bedeutung. Einbogige Brücke aus Bruchstein, mit Steg als Rasenfläche. | 08959227 |
| Direkt Bild zu diesem Denkmal hochladen | Zufahrtsbrücke über die Heidelache                                                                         | Hauptstraße 53a (bei) (Karte)                                                             | 19. Jahrhundert | Steinbogenbrücke, baugeschichtlich und ortsbildprägend von Bedeutung. Einbogige Brücke aus Bruchstein, hochgezogene Wangen, Tonne Wangen verputzt. | 08959230 |
| Direkt Bild zu diesem Denkmal hochladen | Zufahrtsbrücke über die Heidelache                                                                         | Hauptstraße 57 (bei) (Karte)                                                              | 19. Jahrhundert | Steinbogenbrücke, baugeschichtlich und ortsbildprägend von Bedeutung. Flache einbogige Brücke aus Bruchstein, zum Teil verputzt, Kiesbelag, seitlich Geländer. | 08959229 |
| Direkt Bild zu diesem Denkmal hochladen | Zufahrtsbrücke über die Heidelache                                                                         | Hauptstraße 61 (bei) (Karte)                                                              | 19. Jahrhundert | Steinbogenbrücke, baugeschichtlich und ortsbildprägend von Bedeutung. Flache einbogige Brücke aus Bruchstein, zum Teil verputzt, Asphaltüberzug, seitlich Geländer. | 08959228 |
| Direkt Bild zu diesem Denkmal hochladen | Wohnhaus eines Bauernhofes                                                                                 | Hauptstraße 63 (Karte)                                                                    | Um 1820 | Original erhaltenes Beispiel ländlichen Wohnens, eingeschossiger Massivbau mit Zwillingsfenster im Giebel, baugeschichtlich von Bedeutung. Kleiner eingeschossiger Putzbau mit Sandsteingewänden, Winterfenster, im Giebel Rundbogenfenster-Zwillingsfenster, originaler Putz, profiliertes Kranzgesims, Satteldach. | 08958972 |
|                                         | Transformatorenhäuschen                                                                                    | Hauptstraße 65 (neben) (Karte)                                                            | 1. Hälfte 20. Jahrhundert | Zeugnis für die Elektrifizierung des Ortes, technikgeschichtlich von Bedeutung. Putzbau auf quadratischem Grundriss, Krüppelwalmdach, Biberschwanzdeckung, darauf Turm mit Zeltdach, saniert. | 08958970 |
| Direkt Bild zu diesem Denkmal hochladen | Zufahrtsbrücke über die Heidelache                                                                         | Hauptstraße 71 (bei) (Karte)                                                              | 19. Jahrhundert | Steinbogenbrücke, baugeschichtlich und ortsbildprägend von Bedeutung. Flache einbogige Brücke aus Bruchstein, zum Teil verputzt, weit heruntergezogene Wangen aus Bruchstein, Betonüberzug. | 08959225 |
| Direkt Bild zu diesem Denkmal hochladen | Zufahrtsbrücke über die Heidelache                                                                         | Hauptstraße 81 (bei) (Karte)                                                              | 19. Jahrhundert | Steinbogenbrücke, baugeschichtlich und ortsbildprägend von Bedeutung. Einbogige Brücke aus Bruchstein, zum Teil überputzt, Asphaltüberzug und Geländer. | 08959224 |
| Direkt Bild zu diesem Denkmal hochladen | Zufahrtsbrücke über die Heidelache                                                                         | Hauptstraße 85, 87 (bei) (Karte)                                                          | 19. Jahrhundert | Steinbogenbrücke, baugeschichtlich und ortsbildprägend von Bedeutung. Flache einbogige Brücke aus Bruchstein als Zugang zum Grundstück. | 08959236 |
| Direkt Bild zu diesem Denkmal hochladen | Zufahrtsbrücke über die Heidelache                                                                         | Hauptstraße 89 (bei) (Karte)                                                              | 19. Jahrhundert | Steinbogenbrücke, baugeschichtlich und ortsbildprägend von Bedeutung. Einbogige Brücke aus Bruchstein, mit Betonsteg als Hofzugang. | 08959222 |
| Direkt Bild zu diesem Denkmal hochladen | Wohnstallhaus (ohne Anbau) eines Bauernhofes                                                               | Hauptstraße 95 (Karte)                                                                    | Mitte 19. Jahrhundert | Mit Fachwerk-Obergeschoss, Zeugnis bäuerlicher Wohn- und Lebensweise, baugeschichtlich von Bedeutung. Erdgeschoss Bruchsteine, verputzt, Sandsteingewände, Giebel massiv, verputzt, Satteldach, bildet Bauernhof zusammen mit Nummer 93. | 08958969 |
| Direkt Bild zu diesem Denkmal hochladen | Wohnhaus und zwei Seitengebäude eines Bauernhofes                                                          | Hauptstraße 110 (Karte)                                                                   | 1816 laut Auskunft (Wohnhaus); 2. Hälfte 19. Jahrhundert (Seitengebäude)                                                          | Weitgehend authentisch erhaltene, zeit- und landschaftstypische Bauten, Wohnhaus Obergeschoss Fachwerk, baugeschichtlich von Bedeutung. - Bauernhaus: Erdgeschoss teils Fachwerk, teils massiv, mit Sandsteingewänden, Obergeschoss und Giebel Fachwerk, typisch zweiriegelig, Dachüberstand, Satteldach - angebaut kleine Scheune: massiv, Drempel verbrettert - Nebengebäude: sehr schmales, kleines Fachwerkgebäude, ein Teil massiv, originale Fenster, Satteldach, ehemals Schweinestall | 08958954 |
| Direkt Bild zu diesem Denkmal hochladen | Wohnstallhaus eines Vierseithofes                                                                          | Hauptstraße 111 (Karte)                                                                   | Bezeichnet mit 1850 | Bestandteil der historischen Ortsbebebauung, mit Fachwerk-Obergeschoss, baugeschichtlich von Bedeutung, bildet Vierseithof mit Nummer 113. Erdgeschoss massiv, Sandsteingewände, datiert 1850 im Türsturz, profilierter Türsturz (bezeichnet mit „18 EGM 50“), Giebel massiv, mit Rundbogenfenstern und Okulus, sonst Obergeschoss Fachwerk (aufgebrettert), Dachüberstand, Satteldach, Kronendeckung. | 08958968 |
| Direkt Bild zu diesem Denkmal hochladen | Gasthof Ober-Mittel-Ebersbach (mit Saalanbau), Hinterhaus (Wohnstallhaus) und Seitengebäude eines Gasthofs | Hauptstraße 115 (Karte)                                                                   | 1. Hälfte 19. Jahrhundert (1. Seitengebäude); bezeichnet mit 1863 (2. Seitengebäude); 2. Hälfte 19. Jahrhundert (Gasthof)         | Wichtiges ortsgeschichtliches Zeugnis, Gasthaus stattlicher zweigeschossiger Putzbau mit Mansarddach, Wohnstallhaus Obergeschoss zum Teil Fachwerk, baugeschichtlich und straßenbildprägend von Bedeutung. - Gasthof: stattlicher zweigeschossiger Putzbau, 8:4 Achsen, Faschen an Fenstern, Ladeneinbau im Erdgeschoss, hohes Mansardwalmdach mit Biberschwanzdeckung, profiliertes Kranzgesims - Saal: Halbgeschoss im Erdgeschoss, sonst hohe Flachbogenfenster mit originaler Verglasung, Sandsteingewände, profiliertes Kranzgesims, Krüppelwalmdach, fünfseitig geschlossener Bühnenanbau - Seitengebäude: anderthalbgeschossiger Bruchsteinbau, verputzt, Sandsteingewände, im Türsturz bezeichnet mit „W.Z. 1863“, Krüppelwalmdach mit Biberschwanzdeckung - Wohnstallhaus: Erdgeschoss massiv, verändert (Garagen), im vorderen Bereich Eiskeller mit Kreuzgratgewölbe, im Obergeschoss zum Teil profilierte Gewände, Außenseite Fachwerk, Satteldach entstellend gedeckt | 08958949 |
| Direkt Bild zu diesem Denkmal hochladen | Wohnstallhaus eines Dreiseithofes                                                                          | Hauptstraße 117 (Karte)                                                                   | Mitte 19. Jahrhundert | Teil der alten Ortsstruktur, mit Fachwerk-Obergeschoss, baugeschichtlich von Bedeutung, bildet Dreiseithof mit Nummer 119. Erdgeschoss massiv, Steingewände, Giebel massiv, mit profilierten Gewänden, sonst Obergeschoss Fachwerk, originale Fenstergrößen, Krüppelwalmdach. | 08958967 |
| Direkt Bild zu diesem Denkmal hochladen | Zufahrtsbrücke über die Heidelache                                                                         | Hauptstraße 121 (bei) (Karte)                                                             | 19. Jahrhundert | Steinbogenbrücke, baugeschichtlich und ortsbildprägend von Bedeutung. Einbogige Brücke aus Bruchstein, zum Teil überputzt, Asphaltüberzug und Geländer. | 08959223 |
| Direkt Bild zu diesem Denkmal hochladen | Bergkeller                                                                                                 | Hauptstraße 128 (vor) (Karte)                                                             | 19. Jahrhundert | Wirtschaftsgeschichtlich von Bedeutung. Eingang Bruchstein mit flachbogigem Abschluss, Holztür, Tonnengewölbe. | 08958956 |
| Direkt Bild zu diesem Denkmal hochladen | Wohnstallhaus eines ehemaligen Dreiseithofes                                                               | Hauptstraße 135 (Karte)                                                                   | Um 1800 | Obergeschoss Fachwerk, gut erhaltene Fachwerkkonstruktion, baugeschichtlich von Bedeutung, bildet Dreiseithof mit Nummer 137. Vorderer Teil Erdgeschoss und Obergeschoss massiv, Sandsteingewände, sonst Erdgeschoss massiv, verändert (Garage), Obergeschoss regelmäßiges zweiriegeliges Fachwerk an drei Seiten, Giebel Fachwerk (einriegelig), Satteldach. | 08958966 |
| Direkt Bild zu diesem Denkmal hochladen | Wohnstallhaus, Scheune sowie Einfriedungsmauer eines Dreiseithofes                                         | Hauptstraße 140 (Karte)                                                                   | 1. Hälfte 19. Jahrhundert | Wohnstallhaus authentisch erhaltener Fachwerkbau in historischem Hofkontext, Scheune verputzter Bruchsteinbau, baugeschichtlich und wirtschaftsgeschichtlich von Bedeutung. - Ausgedinge: Erdgeschoss Backstein, Fenster aus den 1920er Jahren, Obergeschoss und Giebel Fachwerk mit Lehmausfachungen, originale Fenster, Giebeldreieck verbrettert, Satteldach, Biberschwanzdeckung, schlechter Bauzustand, sanierungsbedürftig - Wohnstallhaus: Erdgeschoss und straßenseitig Bruchstein, verputzt, Obergeschoss und Giebel Fachwerk, verputzt, originale Fenstergrößen, steiles Satteldach - Mauer: Bruchsteine, verputzt, passt sich dem gebogenen Straßenverlauf an | 08958958 |
| Direkt Bild zu diesem Denkmal hochladen | Gasthof Zur goldnen Sonne                                                                                  | Hauptstraße 141 (Karte)                                                                   | 2. Hälfte 19. Jahrhundert | Gut gegliederter, gründerzeitlicher Putzbau, Drillingsfenster im Giebel, ortsgeschichtlich und baugeschichtlich von Bedeutung. Traufständiger, zweigeschossiger Putzbau mit profilierten Steingewänden, im Erdgeschoss flachbogig, Eckquaderung, Gurtgesims im Obergeschoss, Putzspiegel unter den Fenstern, mittig Relief mit Dreieck im Strahlenkranz, profiliertes Kranzgesims, Drillingsfenster im Giebel, Satteldach, saniert. | 08958952 |
| Direkt Bild zu diesem Denkmal hochladen | Wohnstallhaus und Torpfeiler eines Bauernhofes                                                             | Hauptstraße 142 (Karte)                                                                   | Um 1720 | Wohnstallhaus mit seltener Fachwerkkonstruktion (zum Teil verputzt), guter Erhaltungszustand, baugeschichtlich von Bedeutung. Erdgeschoss massiv, verputzt, Sandsteingewände, am Türsturz Inschrift, Obergeschoss eine Seite Fachwerk mit Mann-Figur (verblattet), teils abgesägt, Giebel massiv, Frackdach, Giebeldreieck verbrettert, Biberschwanzdeckung, ein Granit-Torpfeiler mit profilierter Abdeckplatte erhalten. | 08958959 |
| Direkt Bild zu diesem Denkmal hochladen | Seitengebäude (Ausgedingehaus) und Torpfeiler eines Dreiseithofes                                          | Hauptstraße 144 (Karte)                                                                   | Mitte 19. Jahrhundert | Obergeschoss Fachwerk verputzt, Zeugnis bäuerlicher Lebensweise des 19. Jahrhunderts, baugeschichtlich von Bedeutung. - Ausgedinge: Erdgeschoss massiv, verputzt, Sandsteingewände, im Stallteil Gewände entfernt, Obergeschoss zwei Seiten Fachwerk, Hofseite verputzt, Giebel massiv, originale Fenster, Satteldach, Biberschwanzdeckung - Torpfeiler: drei Pfeiler aus Kunststein, profilierte Abdeckplatte mit Kugelbekrönung | 08958960 |
| Direkt Bild zu diesem Denkmal hochladen | Wohnstallhaus eines Vierseithofes                                                                          | Hauptstraße 149 (Karte)                                                                   | Mitte 19. Jahrhundert | Obergeschoss Fachwerk, massiver Giebel mit Zwillingsfenster, zeit- und landschaftstypischer Bau, baugeschichtlich von Bedeutung, bildet Vierseithof zusammen mit Nummer 151 und Nummer 153. Erdgeschoss massiv, verputzt, im Giebel profilierte Steingewände und Rundbogen-Zwillingsfenster, Obergeschoss Fachwerk (aufgebrettert), originale Fenstergrößen, Satteldach. Rückbaugenehmigung des Gebäudes wegen Einsturzgefahr vom 14. März 2017 (UD Görlitz), Tiefententtrümmerung und Beseitigung aller auf dem Grundstück befindlichen Ver- und Entsorgungsanlagen. | 08958953 |
| Direkt Bild zu diesem Denkmal hochladen | Gasthof Kummer (mit angebautem Saal)                                                                       | Hohndorfer Straße 3 (Karte)                                                               | Bezeichnet mit 1831 | Obergeschoss zum Teil Fachwerk verputzt, schönes Korbbogenportal, ortsgeschichtlich relevantes Bauzeugnis im alten Dorfkern. - Gasthof: Erdgeschoss massiv, scharrierte Sandsteingewände, Türgewände flachbogig mit Schlussstein und Kämpferstein, bezeichnet mit 1831 im Schlussstein, Giebel massiv, Obergeschoss Fachwerk, verputzt, Satteldach - Saal: hohe Rundbogenfenster, Fassade mit Blendbögen gegliedert, Okulus im Giebel, Satteldach | 08958982 |
| Weitere Bilder                          | Dorfkirche Niederebersbach (mit Ausstattung), Kirchhof mit drei Grabmalen und Einfriedung                  | Hohndorfer Straße 4 (Karte)                                                               | 12./13. Jahrhundert (Turm); 1608 (Taufe); 1864 (Kirche); 1865 (Kanzelaltar und Orgel)                                             | Schlichte Saalkirche des 19. Jahrhunderts mit romanischem Westturm,baugeschichtlich und ortsgeschichtlich von Bedeutung. - Kirche: große, im Osten dreiseitig geschlossene Saalkirche mit Satteldach von 1864. Der Breitwestturm vom romanischen Vorgängerbau. Das Äußere schlicht. Rundbogige Fenster, auch die des Turmes neu. Der mächtige Turm von einem kleinen außermittigen Dachreiter auf dem Satteldach bekrönt. - Harmonischer Innenraum: Kassettendecke, zweigeschossige Empore und Loge an der Südseite, Kanzelaltar und Jehmlich-Orgel von 1865. Renaissance-Taufstein von 1608 mit farbiger Fassung von 1865. Fuß in der Form eines Buckelpokales, Kuppa mit Beschlagwerkornamentik. Kruzifix an der Südwand, aus Obererbersbach. Die lebensgroße Christusfigur eine ausdrucksstarke Arbeit um 1500. - Kirchhof: Wandgrab der Familie Missbach, Engel in Nische zwischen Säulenstellung, Sandstein (Ende 19. Jahrhundert), zwei Grabdenkmale (19. Jahrhundert), Sandstein, an der südlichen Kirchenmauer - Einfriedung: Bruchsteinmauer, unverputzt. | 08958974 |
| Weitere Bilder                          | Wegestein                                                                                                  | Kalkreuther Straße (Karte)                                                                | 19. Jahrhundert | Verkehrsgeschichtlich von Bedeutung. Ca. 1,50 m hohe Granitstele, im unteren Bereich grob behauen, im oberen glatt bearbeitet und mit Inschrift (verwittert) versehen. | 08959016 |
|                                         | Denkmal für die Gefallenen des Ersten Weltkrieges                                                          | Kalkreuther Straße (Karte)                                                                | Nach 1918 | Ortsgeschichtlich von Bedeutung. Obeliskartig, Granit, Kugelbekrönung, auf Tafeln sind die Namen der Gefallenen verzeichnet, Eisernes Kreuz, am Sockel Stahlhelm mit Eichenlaub (Relief). Daneben polierte Granitplatte zum Gedenken der Opfer des Zweiten Weltkrieges und aller Gewaltherrschaft (kein Denkmal). | 08958977 |
| Direkt Bild zu diesem Denkmal hochladen | Wohnstallhaus eines Dreiseithofes                                                                          | Kalkreuther Straße 10 (Karte)                                                             | Um 1800 | Fachwerk-Wohnstallhaus, zeit- und landschaftstypischer Bau in der dörflichen Ortsstruktur, baugeschichtlich von Bedeutung, bildet Dreiseithof mit Nummer 10a. Erdgeschoss massiv, zum Teil verändert, Obergeschoss Fachwerk, vermutlich aufgebrettert, Ladeluke, Giebel massiv, Satteldach mit Biberschwanzdeckung. | 08959089 |
| Direkt Bild zu diesem Denkmal hochladen | Pfarrhof mit Pfarrhaus, Nebengebäude im Hof, Gartenhaus und Einfriedungsmauer                              | Kalkreuther Straße 17a (Karte)                                                            | 1. Hälfte 19. Jahrhundert | Pfarrhaus Obergeschoss Fachwerk, Krüppelwalmdach mit Fledermausgaupen, baugeschichtlich, ortsgeschichtlich und straßenbildprägend von Bedeutung. - Nebengebäude im Hof: Erdgeschoss massiv, Garagen, Obergeschoss rundum Fachwerk, Ladeluken, Satteldach - Gartenhaus: kleiner eingeschossiger Putzbau mit Rundbogenfenstern, originale Sprossung - Pfarramt: stattlicher Bau mit Tordurchfahrt, neun Achsen, Erdgeschoss massiv, Sandsteingewände, Schlagläden, Obergeschoss Fachwerk, Krüppelwalmdach, Biberschwanzdeckung, Fledermausgaupen - angebautes weiteres Wohnhaus: Erdgeschoss massiv, Sandsteingewände, Obergeschoss Fachwerk mit K-Streben, fünf Achsen, Satteldach, Biberschwanzdeckung, Fledermausgaupen, Giebel verbrettert - Grundstücksmauer bis Nummer 15 aus Bruchstein | 08958979 |
| Direkt Bild zu diesem Denkmal hochladen | Wohnhaus (ohne Anbau) eines Bauernhofes                                                                    | Kalkreuther Straße 18 (Karte)                                                             | Mitte 19. Jahrhundert | Mit Fachwerk-Obergeschoss, baugeschichtlich relevantes Zeugnis der dörflichen Ortsstruktur. Erdgeschoss massiv, Sandsteingewände, Fensterläden, Obergeschoss und Giebel Fachwerk, originale Fenster, Satteldach. | 08958981 |
| Direkt Bild zu diesem Denkmal hochladen | Wohnstallhaus eines Zweiseithofes                                                                          | Kalkreuther Straße 20 (Karte)                                                             | 1. Hälfte 19. Jahrhundert | Fachwerk-Wohnstallhaus, baugeschichtlich relevantes Zeugnis der dörflichen Ortsstruktur. Für den Ort typischer Hakenhof, Erdgeschoss massiv, verputzt, Winterfenster, Obergeschoss Fachwerk, einriegelig, Satteldach. | 08958980 |
| Direkt Bild zu diesem Denkmal hochladen | Grundstücksbegrenzungsmauern                                                                               | Kalkreuther Straße 22, 24, 28, 32, 34, 36 (vor) (Karte)                                   | 19. Jahrhundert | Siedlungsgeschichtlich von Bedeutung, stark ortsbildprägend und in ihrer weitestgehenden Geschlossenheit von Seltenheitswert im Landkreis, baugeschichtlich von Bedeutung | 08959240 |
| Direkt Bild zu diesem Denkmal hochladen | Seitengebäude und Einfriedungsmauer eines Dreiseithofes                                                    | Kalkreuther Straße 26 (Karte)                                                             | 1. Hälfte 19. Jahrhundert | Obergeschoss Fachwerk, Bestandteil der alten Ortsstruktur, baugeschichtlich von Bedeutung. Erdgeschoss und Giebel massiv, drei Garagen, Obergeschoss schönes Sichtfachwerk, Taubenschlag in der Traufe, Satteldach. Grundstücksbegrenzungsmauer: Bruchstein verputzt. | 08958978 |
| Direkt Bild zu diesem Denkmal hochladen | Wohnstallhaus und Einfriedungsmauer eines ehemaligen Dreiseithofes                                         | Kalkreuther Straße 30 (Karte)                                                             | Bezeichnet mit 1834 | Fachwerk-Wohnstallhaus mit Segmentbogenportal, baugeschichtlich und straßenbildprägend von Bedeutung, bildet Dreiseithof zusammen mit Nummer 32. - Wohnstallhaus: Erdgeschoss massiv und verputzt, bezeichnet mit 1834 im Schlussstein, Sandsteingewände, teils neu, Obergeschoss und Giebel Fachwerk, Dachüberstand, Satteldach mit Dachausbau (neu), 1996 saniert, hinterer Teil marode - Einfriedung: Bruchsteinmauer, teils verputzt, Tor und Leutepforte | 08958976 |
| Direkt Bild zu diesem Denkmal hochladen | Wegestein                                                                                                  | Kalkweg (Gemarkung Ober-Mittel-Ebersbach, Flurstück 888) (Karte)                          | 19. Jahrhundert | Verkehrsgeschichtlich von Bedeutung. Hoher Granitpfeiler, ca. 1,65 m, Wegweiser nach Ebersbach, Steinbach 1/2 Std., Rödern 3/4 Std. | 08958989 |
| Weitere Bilder                          | Dorfkirche Oberebersbach (mit Ausstattung), Kirchhof mit vier Grabmalen, Taufbecken und Einfriedungsmauer  | Kirchwinkel 10 (Karte)                                                                    | Um 1200 (Portal und Turm); Anfang 16. Jahrhundert (Reste des Altars); Neubau 1887 (Kirche); 1887 (Emporensaal); 1915/1916 (Orgel) | Einfache Saalkirche im historistischen Stil, Teile der Kirche mittelalterlich (Westturm und Kirchenportal) im romanischen Stil, baugeschichtlich und ortsgeschichtlich von Bedeutung. - Evangelische Pfarrkirche: Saalkirche mit Satteldach, Neubau von 1887 mit romanischem Breitwestturm. Dachreiter auf dem Walmdach des Turmes von 1911. Vom romanischen Bau Südportal mit zwei Knospenkapitellen und zwei figürlichen Kragsteinen erhalten. Der westliche zeigt eine Maske, der östliche zwei verschlungene Körper, wohl aus der Mitte des 13. Jahrhunderts Granit, schlechter Erhaltungszustand. - Im Inneren: Schöner Emporensaal, einheitlich von 1887. An der Südwand Rest eines Altares vom Anfang des 16. Jahrhunderts: ein Flügel mit der gemalten Darstellung einer Maria der Verkündigung, auf der Rückseite Johannes der Täufer. Wertvolle spätromantische Jehmlich-Orgel, 1915/16 in neubarockem Gehäuse. - Einfriedung: Bruchsteinmauer verputzt, Torpfeiler mit profilierten Abdeckplatten und zwei Inschrifttafeln „Suchet was droben ist / 1860/ ... (abgewittert) mit Danken“ - Grabmale an Kirchenwand (Sandstein, Ende 19. Jahrhundert): Joh. Adam Trentzsch, J. G. Adam Schulze, Joh. August Zocher, Joh. Gottlob Grutze - auf dem Kirchhof vor dem Chor der Kirche Taufstein aus Sandstein | 08958951 |
| Direkt Bild zu diesem Denkmal hochladen | Taubenhaus und Einfriedungsmauer eines Vierseithofes                                                       | Kirchwinkel 16, 16a (Karte)                                                               | 19. Jahrhundert | Weitgehend originale Zeugnisse ländlicher Wohn- und Lebensweise, wirtschaftsgeschichtlich und baugeschichtlich von Bedeutung. Putzbau über rechteckigem Grundriss, Walmdach, hölzerner Taubenschlag in Mitte des Daches mit Taubenluken, Zeltdach, Biberschwanzdeckung, Grundstücksmauer aus Bruchstein, verputzt. | 08959237 |
| Direkt Bild zu diesem Denkmal hochladen | Einfriedungsmauer eines Bauernhofes                                                                        | Kirchwinkel 18 (Karte)                                                                    | 19. Jahrhundert | Siedlungsgeschichtlich von Bedeutung, stark ortsbildprägend und in ihrer weitestgehenden Geschlossenheit von Seltenheitswert im Landkreis, baugeschichtlich von Bedeutung | 08959241 |
| Weitere Bilder                          | Bockwindmühle Ebersbach                                                                                    | Naunhofer Straße 4 (Karte)                                                                | 1866 laut Auskunft | Gut erhaltenes technisches Denkmal von landschaftsprägender Wirkung. Holzkonstruktion, verbrettert, hölzerner Aufgang, Innenausstattung erhalten (z. B. Spitzgang mit hölzernen Zahnrädern, Walzenstuhl, Schrotgang, Mahlgang), mehrfach restauriert, Mansardgiebeldach Schiefer, am Fuß alter Granitmühlstein. | 08958998 |
| Direkt Bild zu diesem Denkmal hochladen | Zufahrtsbrücke über die Heidelache                                                                         | Pfarrweg 2 (bei) (Karte)                                                                  | 19. Jahrhundert | Steinbogenbrücke, baugeschichtlich und ortsbildprägend von Bedeutung. Einbogige Brücke aus Bruchstein, oberer Abschluss durch Granitsteine, seitlich Geländer, Asphaltüberzug. | 08959226 |

### Ehemalige Denkmäler (Ebersbach)
| Bild                                    | Bezeichnung                                                              | Lage                    | Datierung | Beschreibung | ID       |
| --------------------------------------- | ------------------------------------------------------------------------ | ----------------------- | --------- | --- | -------- |
| Direkt Bild zu diesem Denkmal hochladen | Seitengebäude (Wohnstallhaus, ohne Anbau) eines ehemaligen Dreiseithofes | Hauptstraße 137 (Karte) | Um 1720   | Obergeschoss Fachwerk teilweise verbrettert, altertümliche Fachwerkkonstruktion (Wilder-Mann-Figur zur Hofseite), bau- und sozialgeschichtlich von Bedeutung, bildet Dreiseithof mit Nummer 135. Erdgeschoss Bruchsteine, Steingewände, Obergeschoss Fachwerk einriegelig (mit Mann-Figur, verblattet), verbrettert, originale Fenstergrößen, Satteldach, teils Holzgewände im Erdgeschoss, Türgewände abgefast, schlechter Bauzustand. Zwischen 2021 und 2023 abgerissen. | 08958965 |
| Direkt Bild zu diesem Denkmal hochladen | Scheune eines Dreiseithofes                                              | Zweitannenweg 1 (Karte) | Um 1800   | Fachwerkscheune, unteres Drittel in Blockbauweise, für die Region seltene Konstruktionsart, wissenschaftlich-dokumentarischer Wert, baugeschichtlich und straßenbildprägend von Bedeutung. Unteres Drittel in Blockbauweise, sonst Fachwerk mit Lehmgefachen, Giebeldreieck verbrettert, Tor neu, Hofseite etwas verändert, schlechter Bauzustand. Zwischen 2018 und 2020 abgerissen.                                                                                      | 08958973 |

## Beiersdorf
| Bild                                    | Bezeichnung | Lage                                  | Datierung | Beschreibung | ID       |
| --------------------------------------- | --- | ------------------------------------- | --- | --- | -------- |
| Direkt Bild zu diesem Denkmal hochladen | Seitengebäude (Ausgedingehaus) eines Dreiseithofes, mit Hofmauer und Torpfeiler                                                                                              | Hopfenbachstraße 1a (Karte)           | 1869 | Weitgehend original erhaltener massiver Putzbau der Gründerzeit, im Giebel schlichtes Zwillingsfenster, baugeschichtlich von Bedeutung. Zweigeschossiger Putzbau aus Bruchstein, profilierte Sandsteingewände, Putzgliederung, im Giebel Zwillingsfenster, zum Teil originale Fenster erhalten. | 08956624 |
| Direkt Bild zu diesem Denkmal hochladen | Wohnstallhaus (ohne Anbau) eines Bauernhofes | Hopfenbachstraße 14 (Karte)           | Um 1860/1870 | Ortsbildprägender Massivbau der Gründerzeit, im Giebel drei Rundbogenfenster, baugeschichtlich von Bedeutung. Zweigeschossiger Massivbau mit Mezzaningeschoss, profilierte Sandsteingewände, im Giebel drei Rundbogenfenster, saniert. | 08956622 |
|                                         | Wohnhaus eines ehemaligen Dreiseithofes | Hopfenbachstraße 15 (Karte)           | Bezeichnet mit 1836 | Fachwerk-Wohnhaus, Segmentbogenportal, Krüppelwalmdach mit Fledermausgaupen, stattliches, zeit- und landschaftstypisches Gebäude, baugeschichtlich von Bedeutung. Leicht zurückgesetzt, giebelständig, Erdgeschoss massiv, Obergeschoss Fachwerk, Sandsteingewände, bezeichnet im Schlussstein des Portals mit „H.N. 1836“, Rückseite massiv, Krüppelwalmdach mit Fledermausgaupen, Biberschwanzdeckung, saniert, neue Sandsteingewände. | 08956623 |
| Direkt Bild zu diesem Denkmal hochladen | Wohnstallhaus (Nr. 20), Seitengebäude, Auszugshaus (Nr. 20a) und Scheune eines Vierseithofes                                                                                 | Hopfenbachstraße 20, 20a (Karte)      | Wohl Mitte 19. Jahrhundert (Seitengebäude); 2. Hälfte 19. Jahrhundert (Auszugshaus); 1904 (Wohnstallhaus)                                                       | Weitgehend original erhaltenes zeittypisches Hofensemble, Zeugnis der bäuerlichen Wohn- und Wirtschaftsweise, massives Wohnstallhaus der späten Gründerzeit, baugeschichtlich und wirtschaftsgeschichtlich von Bedeutung. - Wohnstallhaus: zweigeschossiger massiver Putzbau, giebelständig, Eingangsbereich als zweiachsiger, leicht hervortretender Risalit, Steingußgewände, Giebel mit profiliertem Kranzgesims und Mittelrisalit mit geradem Abschluss, Verbindungsdach zwischen Wohnstallhaus und Seitengebäude - Seitengebäude: massiver Putzbau mit Segmentbogendurchfahrt - Auszugshaus: zweigeschossiger Putzbau mit Sandsteingewänden, Satteldach, Biberschwanzdeckung - Scheune: massiver Putzbau, zwei Segmentbogentore, davon eine Tordurchfahrt und eine Toreinfahrt (zugemauert), Giebel- und Rückseite mit Kreuz- und Schlitzfenstern | 08956620 |
| Weitere Bilder                          | Mühlenanwesen (drei Hausnummern) mit Mühlengebäude, Wohnhaus und zwei Seitengebäuden (eines mit Wohnteil) sowie Inschrifttafel, jeweils ohne Innenausstattung (Trepte-Mühle) | Hopfenbachstraße 21, 21a, 21b (Karte) | 1. Hälfte 19. Jahrhundert (1. Seitengebäude); bezeichnet mit 1912 (Müllerwohnhaus); bezeichnet mit 1925 (2. Seitengebäude); bezeichnet mit 1947 (Mühlengebäude) | Als Mahlmühle ortshistorische Bedeutung, stattliche Vierseitanlage, ebenfalls baugeschichtlich, technikgeschichtlich und sozialgeschichtlich von Bedeutung. - Wohnhaus: zweigeschossiger Putzbau, profilierte Fenstergewände, Dachhäuschen - Mühlengebäude: dreigeschossiger Putzbau, bezeichnet im Schlussstein des Segmentbogeneingangs - Seitengebäude mit Wohnteil: zweigeschossiger Putzbau mit Segmentbogen- und gerader Durchfahrt, im Giebel Palladiomotiv - Seitengebäude: massiver Putzbau mit zwei gerade abschließenden Toreinfahrten, profiliertes Kranzgesims, Giebelaufsatz - Tafel am Seitengebäude: „Mit Gottes Hilf und Menschenhänden / kam dieses schwere Werk zu Enden. / Richard Koitzsch / Erbaut im Jahre 1925“ | 08956621 |
|                                         | Transformatorenhäuschen | Hopfenbachstraße 21a (neben) (Karte)  | 1920 | Zeugnis für die Elektrifizierung des Ortes, technikgeschichtlich von Bedeutung. Quadratischer Putzbau mit Ecklisenen, Zwischendach Krüppelwalm, darauf Türmchen mit Pyramidendach, saniert. | 08956619 |
| Direkt Bild zu diesem Denkmal hochladen | Wohnstallhaus eines Bauernhofes, ohne Anbau | Hopfenbachstraße 24 (Karte)           | Um 1800 | Zeit- und landschaftstypisches Gebäude, Obergeschoss Fachwerk, baugeschichtlich von Bedeutung. Erdgeschoss massiv, verändert, Giebel massiv, Obergeschoss Fachwerk: eine Seite einriegelig, die andere zweiriegelig. | 08956617 |
| Direkt Bild zu diesem Denkmal hochladen | Wohnhaus | Hopfenbachstraße 25 (Karte)           | Um 1800 | Eingeschossiger Massivbau, Teil der alten Ortsstruktur und Zeugnis der ländlichen Lebensweise, sozialgeschichtlich von Bedeutung. Mit ausgebautem Dachgeschoss, im Inneren Grundrissstruktur erhalten, Sandsteingewände, Fenster original, behutsam instand gesetzt. | 08956618 |
| Weitere Bilder                          | Wegestein | Hopfenbachstraße 36 (neben) (Karte)   | Bezeichnet mit 1869 | Verkehrshistorische Bedeutung. Sandsteinblock, scharriert, an drei Seiten beschriftet: „Lauterbach/Naunhof, Beiersdorf/Feldweg“ | 08956616 |

## Bieberach
| Bild                                    | Bezeichnung                                       | Lage                            | Datierung             | Beschreibung | ID       |
| --------------------------------------- | ------------------------------------------------- | ------------------------------- | --------------------- | --- | -------- |
|                                         | Wegestein                                         | (Flurstück 216) (Karte)         | 19. Jahrhundert       | Verkehrshistorische Bedeutung. Ca. 1,50 m hoher Sandsteinkubus mit verwitterten Inschriften. | 08959017 |
| Direkt Bild zu diesem Denkmal hochladen | Wohnhaus eines Dreiseithofes                      | Cunnersdorfer Straße 14 (Karte) | Bezeichnet mit 1902   | Zeit- und landschaftstypisches Gebäude, gut gegliederter Putzbau der Gründerzeit, Drillingsfenster (Palladio-Motiv) im Giebel, baugeschichtlich von Bedeutung. Zweigeschossiger Putzbau mit einfacher Putzgliederung, 4:7 Achsen, profilierte Steingewände in beiden Geschossen, im Obergeschoss mit gerader Bedachung, unter Traufe Okuli und profilierte Gurtbänder, im Giebel Triforienfenstermotiv mit gerader Bedachung und zwei Okuli, Satteldach, über der Tür bezeichnet mit „1902“, saniert. | 08959096 |
| Direkt Bild zu diesem Denkmal hochladen | Seitengebäude (Wohnstallhaus) eines Bauernhofes   | Cunnersdorfer Straße 16 (Karte) | Mitte 19. Jahrhundert | Fachwerk-Wohnstallhaus, Teil der alten Ortsstruktur, baugeschichtlich von Bedeutung. Erdgeschoss massiv, Obergeschoss Fachwerk mit Querstreben, Lehmausfachung, Ladeluke, originale Fenster, Dachüberstand, Giebel massiv, profiliertes Gurtgesims, Satteldach, Rückseite Fachwerk. | 08959018 |
|                                         | Denkmal für die Gefallenen des Ersten Weltkrieges | Zum Gertraudenhain (Karte)      | Nach 1918             | Ortshistorische Bedeutung. Behauener Sandsteinsockel, darüber pyramidaler Aufbau aus poliertem grauem Granit, mit Inschrift, oberer Abschluss Eisernes Kreuz aus Sandstein, davor Gedenktafel für Gefallene des Zweiten Weltkrieges, Ehrenhain mit Bepflanzung. | 08959019 |

## Cunnersdorf
| Bild                                    | Bezeichnung                                                                       | Lage                          | Datierung                          | Beschreibung | ID       |
| --------------------------------------- | --------------------------------------------------------------------------------- | ----------------------------- | ---------------------------------- | --- | -------- |
| Weitere Bilder                          | Rittergut Cunnersdorf (Sachgesamtheit)                                            | An der Mühle 3, 5 (Karte)     | 1656 (Herrenhaus); 1787 (Gutspark) | Sachgesamtheit Rittergut Cunnersdorf, mit folgenden Einzeldenkmalen: Herrenhaus (Nr. 5) und Einfriedungsmauer zum Innenhof (siehe 09302929) sowie folgenden Sachgesamtheitsteilen: Nebengebäude (Nr. 3), Torpfeiler, Innenhof, Wirtschaftshof, Hofbäumen, als Park anzusprechenden Restflächen des einstigen ursprünglich barocken Gartens, Insel, zwei Wehren und Bachlauf; markanter Bau der Renaissancezeit in Winkelform mit zwei Volutengiebeln, weitgehend original erhaltenes Rittergut, mit ortshistorischer Bedeutung. Pfeiler mit mehrfach profilierter Abdeckplatte. | 08959012 |
| Weitere Bilder                          | Herrenhaus und Einfriedungsmauer zum Innenhof (Einzeldenkmale zu ID-Nr. 08959012) | An der Mühle 5 (Karte)        | 1656, Umbau bezeichnet mit 1787    | Einzeldenkmale der Sachgesamtheit Rittergut Cunnersdorf; markanter Bau der Renaissancezeit in Winkelform mit zwei Volutengiebeln, Obergeschoss zum Teil in Fachwerk (verputzt), Zeugnis der Baukunst vor allem des 17. und 18. Jahrhunderts, baugeschichtlich und ortsgeschichtlich sowie künstlerisch bedeutend, außerdem als individuell gestaltetes Hauptgebäude eines ehemaligen Rittergutes singulär. Schlichter Bau in Winkelform mit zwei Volutengiebeln, wohl von 1656. Die Bauformen weisen auf eine wechselvolle Entstehungszeit vom 16. bis zum 18. Jahrhundert hin, hervorzuheben ein Sitznischenportal aus der Mitte des 16. Jahrhunderts (Dehio Sachsen I, 1996). Originaler Putz, Obergeschoss Fachwerk, Sandsteingewände, originale Fenster und Winterfenster, nach Handbuch der Kunstdenkmäler weisen Bauformen auf eine wechselvolle Entstehungszeit vom 16. bis zum 18. Jahrhundert. Datierung 1656 laut Inventar (Bau- und Kunstdenkmäler im Königreich Sachsen), zu dieser Zeit wohl Flügel mit Giebelseite zur Röder errichtet, an diesem, verdeckt durch Flur (oder Gang) des Erweiterungsbaus, ein Sitznischenportal Mitte des 16. Jahrhunderts. Erweiterungsbau zeigt zum Wirtschaftshof markante Rundbogendurchfahrt mit Schlussstein und Jahreszahl 1787. Beide Flügel (von 1656 und 1787) sowie eingeschossiges Nebengebäude (keine Einzeldenkmal, siehe Sachgesamtheit 08959012) gruppieren sich um kleinen Innenhof zur Röder. Begrenzung zur Röder durch Brüstung mit Pfeilern, oben genannter Gang zeigt zum Innenhof. | 09302929 |
| Direkt Bild zu diesem Denkmal hochladen | Wohnhaus eines Bauernhofes                                                        | Lange Straße 10 (Karte)       | Mitte 19. Jahrhundert              | Fachwerk-Wohnhaus, Teil der alten Ortsstruktur, baugeschichtlich von Bedeutung. Erdgeschoss massiv, Obergeschoss Fachwerk, Giebel massiv, Satteldach. | 08959014 |
|                                         | Denkmal für die Gefallenen des Ersten Weltkrieges                                 | Lange Straße 17 (vor) (Karte) | Nach 1918                          | Ortshistorische Bedeutung. Natursteinkubus auf flachem Sockel, oktogonaler, ca. 50 cm hoher Aufbau mit flachem, kegelförmigem Abschluss, an vier Seiten Schwerter, Inschrift „Den Helden zur Ehre“, dazu die Namen der Toten. | 08959015 |

## Ermendorf
| Bild                                    | Bezeichnung                                                                       | Lage                   | Datierung                                                                | Beschreibung | ID       |
| --------------------------------------- | --------------------------------------------------------------------------------- | ---------------------- | ------------------------------------------------------------------------ | --- | -------- |
| Weitere Bilder                          | Wegestein                                                                         | (Flurstück 28) (Karte) | 19. Jahrhundert                                                          | Verkehrsgeschichtliche Bedeutung | 08958996 |
| Direkt Bild zu diesem Denkmal hochladen | Wohnstallhaus (mit Backhausanbau), Seitengebäude und Torpfeiler eines Bauernhofes | Ermendorf 7 (Karte)    | Mitte 19. Jahrhundert (Wohnstallhaus); bezeichnet mit 1851 (Toreinfahrt) | Wohnstallhaus Obergeschoss teilweise Fachwerk verputzt, Teil der alten Ortsstruktur, baugeschichtlich von Bedeutung. - Wohnstallhaus: Erdgeschoss massiv, Sandsteingewände, Obergeschoss Fachwerk, hinterer Teil massiv, Backofen, Satteldach, Biberschwanzdeckung, Fledermausgaupen, Giebel verputzt - Seitengebäude: Erdgeschoss Bruchstein, teils verputzt, Obergeschoss Fachwerk, Ladeluken, Satteldach, Giebel verbrettert - drei Torpfeiler: verputzt, mit profilierter Abdeckplatte, bezeichnet mit 1851 | 08958997 |

## Freitelsdorf
| Bild                                    | Bezeichnung                                                                     | Lage                                 | Datierung                                                            | Beschreibung | ID       |
| --------------------------------------- | ------------------------------------------------------------------------------- | ------------------------------------ | -------------------------------------------------------------------- | --- | -------- |
| Weitere Bilder                          | Wohnhaus und angebautes Nebengebäude                                            | Mühlgasse 4 (Karte)                  | 2. Hälfte 19. Jahrhundert                                            | Zeit- und landschaftstypischer Gründerzeitbau, schöne Giebelgestaltung mit Rundbogenfenstern, baugeschichtlich von Bedeutung. - Wohnhaus: zweieinhalbgeschossiger Putzbau, Sandsteingewände, 9:3 Achsen, profiliertes Gurt- und Kranzgesims, im Drempel Okuli, im Giebel Rundbogenfenster, Putzlisenen an den Ecken, Satteldach - Nebengebäude: anderthalbgeschossig, verputzt, Gestaltung wie Wohnhaus, Sandsteingewände, Satteldach, profiliertes Kranzgesims | 08959008 |
|                                         | Denkmal für die Gefallenen des Ersten Weltkrieges                               | Schönfelder Straße (Karte)           | Nach 1918                                                            | Ortsgeschichtliche Bedeutung. Grob behauener, sich nach oben verjüngender Granitmonolith auf Sockel, Inschrifttafeln und Eisernes Kreuz poliert (Inschrift „Denen die für uns starben“, darunter die Namen der Gefallenen). Davor Tafel mit Inschrift „Zum Gedenken der Opfer des 2. Weltkrieges und aller Gewaltherrschaft“, Granit, Schrift poliert. | 08959001 |
| Direkt Bild zu diesem Denkmal hochladen | Gasthof mit Torpfeilern                                                         | Schönfelder Straße 9 (Karte)         | Um 1850 (Gasthof); bezeichnet mit 1859 (Toreinfahrt)                 | Massiver Putzbau mit schönem Portal und Zwillingsfenster im Giebel, orts- und baugeschichtlich relevant. Stattlicher zweieinhalbgeschossiger Massivbau mit Sandsteingewänden, profiliertes Türgewände mit Bedachung, Eckquaderung, originaler Schriftzug, 8:4 Achsen, Putzgliederung, drei Torpfeiler aus Granit, einer bezeichnet mit „JGG 1859“. Nach Aussage der alten Eigentümer (haben Haus 2008/2009 verkauft) steht im Schuppen noch eine Wetterfahne mit der Daterierung „1884“. | 08959000 |
| Direkt Bild zu diesem Denkmal hochladen | Wohnstallhaus und Scheune eines Dreiseithofes                                   | Straße der Jugend 8 (Karte)          | Um 1800 (Wohnstallhaus); Ende 19. Jahrhundert (Scheune)              | Wohnstallhaus Obergeschoss Fachwerk, massive Scheune, schönes, erhaltenes Hofensemble von baugeschichtlichem Wert, bildet Dreiseithof mit Nummer 10. - Wohnstallhaus: Erdgeschoss und Giebel massiv, profilierte Steingewände, zwei Seiten Fachwerk, Ladeluke, Dachüberstand, Satteldach - Scheune: massiv, verputzt, großes Holzschiebetor, Satteldach, Segmentbogentor | 08959009 |
| Direkt Bild zu diesem Denkmal hochladen | Seitengebäude eines Dreiseithofes                                               | Thomas-Müntzer-Straße 5 (Karte)      | Bezeichnet mit 1801                                                  | Obergeschoss Fachwerk, an zwei Seiten verbrettert, wissenschaftlich-dokumentarischer Wert, baugeschichtlich von Bedeutung, bildet Dreiseithof mit Nummer 7. Erdgeschoss Backstein, verputzt, Sandsteingewände, Obergeschoss Fachwerk, an zwei Seiten verbrettert, originale Fenster, Satteldach, Türsturz bezeichnet mit 1801. | 08959004 |
| Direkt Bild zu diesem Denkmal hochladen | Wohnstallhaus und Torpfeiler eines Dreiseithofes                                | Thomas-Müntzer-Straße 8 (Karte)      | Bezeichnet mit 1852                                                  | Zeit- und landschaftstypischer Fachwerkbau, mit Segmentbogenportal, baugeschichtlich von Bedeutung, bildet Dreiseithof mit Nummer 6. Langgestreckter Bau, Erdgeschoss massiv, Türgewände mit Schlussstein (bezeichnet mit 1852), neu, Sandstein, Obergeschoss und Giebel Fachwerk, originale Fenstergrößen, Krüppelwalmdach, drei Torpfeiler aus Granit. | 08959003 |
| Direkt Bild zu diesem Denkmal hochladen | Wohnhaus (Nr. 16) mit Stallanbau sowie Seitengebäude (Nr. 12) eines Bauernhofes | Thomas-Müntzer-Straße 12, 16 (Karte) | 2. Hälfte 19. Jahrhundert (Seitengebäude); um 1900 (Bauernhaus)      | Wohnhaus seltener gründerzeitlicher Bau im Ortskontext, massives Seitengebäude mit Drillingsfenster im Giebel, baugeschichtlich und wirtschaftsgeschichtlich von Bedeutung, zum Bauernhof gehört auch Nummer 14. - Wohnhaus: zweigeschossiger Putzbau auf Natursteinsockel, flacher zweiachsiger Mittelrisalit, Wechsel von gerader und Dreiecksgiebelbedachung, profilierter Dreiecksgiebel mit Uhr, Dachausbau, Walmdach - Stall: zweigeschossiger Putzbau mit Gliederung an Sturzbögen, Ladeluke, Satteldach - Seitengebäude: zweigeschossiger Putzbau mit Sandsteingewänden, Gurtgesims, im Giebel profilierte Fensterbedachungen, Winterfenster, Drillingsfenster, Satteldach | 08959005 |
|                                         | Wohnstallhaus (mit Stallanbau), Scheune und Torpfeiler eines Dreiseithofes      | Thomas-Müntzer-Straße 20 (Karte)     | Mitte 19. Jahrhundert (Wohnstallhaus); bezeichnet mit 1903 (Scheune) | Wohnstallhaus Obergeschoss Fachwerk, Scheune massiv, Teil des historischen Ortsbildes, baugeschichtlich und wirtschaftsgeschichtlich von Bedeutung, bildet Dreiseithof mit Nummer 18. - Wohnstallhaus: vorderer Teil Erdgeschoss massiv, Obergeschoss Fachwerk, hinterer Teil massiv, verputzt, teils Sandsteingewände, rundbogige Toreinfahrt, Satteldach - Scheune: massiv, verputzt, Holzschiebetore, originale runde Lüftungsgitter, Satteldach - ein Torpfeiler mit profilierter Abdeckplatte (Sandstein) | 08959006 |

### Ehemaliges Denkmal (Freitelsdorf)
| Bild                                    | Bezeichnung                                       | Lage                             | Datierung           | Beschreibung | ID       |
| --------------------------------------- | ------------------------------------------------- | -------------------------------- | ------------------- | --- | -------- |
| Direkt Bild zu diesem Denkmal hochladen | Wohnstallhaus und Einfriedung eines Zweiseithofes | Thomas-Müntzer-Straße 17 (Karte) | Bezeichnet mit 1849 | Obergeschoss Fachwerk, Giebel massiv mit Rundbogenfenstern, wissenschaftlich-dokumentarischer Wert, weitgehend original erhalten, baugeschichtlich von Bedeutung. Erdgeschoss Bruchstein, verputzt, Schlussstein bezeichnet mit 1849, Sandsteingewände, Obergeschoss Fachwerk, Giebel massiv, Sandsteingewände, Putzgliederung, profilierte Rundbogenfenster und Okulus, Satteldach. Einfriedung: Bruchsteinmauer. Zwischen 2008 und 2016 abgerissen. | 08959007 |

## Göhra
| Bild                                    | Bezeichnung | Lage               | Datierung           | Beschreibung | ID       |
| --------------------------------------- | ----------- | ------------------ | ------------------- | --- | -------- |
| Direkt Bild zu diesem Denkmal hochladen | Wegestein   | Ortsstraße (Karte) | 19. Jahrhundert     | Verkehrshistorische Bedeutung. Ca. 1 m hoher, scharrierter Sandstein mit Inschrift „Dallwitz/Rostig“.                                                      | 08959041 |
| Direkt Bild zu diesem Denkmal hochladen | Wegestein   | Ortsstraße (Karte) | Bezeichnet mit 1855 | Verkehrshistorische Bedeutung. Ca. 1,20 m hoher, unregelmäßig behauener Granitblock mit Inschriften „Reinersdorf / Radeburg / Göhra / Ortrand“ und „1855“. | 08959040 |

## Kalkreuth
| Bild                                    | Bezeichnung                                                                               | Lage                            | Datierung                | Beschreibung | ID       |
| --------------------------------------- | ----------------------------------------------------------------------------------------- | ------------------------------- | ------------------------ | --- | -------- |
| Direkt Bild zu diesem Denkmal hochladen | Haustorbogen eines Gehöfts                                                                | Am Kindergarten 4, 4a (Karte)   | Bezeichnet mit 1909      | Relikt der ländlichen Bauweise, baugeschichtlich von Bedeutung. Aus Sandstein, mit Schlussstein, dort bezeichnet mit „Richard Pretzschel / 1909 / Gott mit uns“. | 08959034 |
| Direkt Bild zu diesem Denkmal hochladen | Hauszeichen eines Gasthofes                                                               | Am Löwen 1 (Karte)              | Um 1800                  | Platte mit Relief eines Löwen, von ortshistorischer Bedeutung. Zweigeschossiger Putzbau, 3:8 Achsen, im Obergeschoss im vorderen Gebäudeteil vermutlich Fachwerk, am Giebel Sandsteinfenstergewände, historische Fenster, Krüppelwalmdach, weitgehend original erhaltener Bau. 2011 weitgehend eingestürzt, Hauszeichen bemüht zu erhalten. | 08959081 |
| Direkt Bild zu diesem Denkmal hochladen | Wohnstallhaus eines ehemaligen Zweiseithofes                                              | An der Lache 5 (Karte)          | Mitte 19. Jahrhundert    | Fachwerk-Wohnstallhaus, Teil der alten Ortsstruktur, baugeschichtlich von Bedeutung, bildet ein Grundstück mit Großenhainer Straße 14. Erdgeschoss Bruchstein, verputzt, zum Teil verändert, Obergeschoss Fachwerk, Rückseite Fachwerk, Giebel massiv, originale Fenster, Schiebefenster, Satteldach. Das Mitte des 19. Jahrhunderts oder um 1800 erbaute Wohnstallhaus mit Anbau ist eines der wenigen noch weitgehend ursprünglich erhaltenen ländlichen Anwesen im Dorfensemble von Kalkreuth. Der zweigeschossige Bau über rechteckigem Grundriss zeigt bis auf ein Stück an der Hofseite noch eine charakteristische Fachwerkkonstruktion mit Stielen, Schwellen, Streben und Lehmgefachen, wie sie für die genannte Zeit typisch war. An der Giebelseite ist sie sicher hinter der später vorgeblendeten massiven Wand noch vorhanden. Das gesamte Gebäude trägt ein steiles Satteldach. Es gehört zu den stark gefährdeten Zeugnissen ländlicher Architektur und Volksbauweise in Sachsen. Gerade in den letzten Jahrzehnten ist viel davon verloren gegangen. Außer den prägenden Gestaltungselementenwie der Fachwerkkonstruktion und dem Satteldach mit roten Ziegeln spielen auch die landschaftstypischen Materialien, wie Bruchstein, aus dem das Erdgeschoss zum überwiegenden Teil besteht, und Holz mit Lehmgefachen eine gewichtige Rolle für den Denkmalwert. Das hier zu beurteilende Anwesen in Kalkreuth ist als weitgehend authentisches Zeugnis der ländlichen Architektur und Volksbauweise seiner Zeit baugeschichtlich bedeutend. An seiner Erhaltung besteht aus dem genannten Grund ein öffentliches Erhaltungsinteresse. | 08959039 |
| Direkt Bild zu diesem Denkmal hochladen | Straßenbrücke über die Röder                                                              | An der Röder (Karte)            | 19. Jahrhundert          | Zweibogige Steinbogenbrücke, baugeschichtliches und verkehrsgeschichtliches Zeugnis, mit einseitiger Brüstungsmauer aus Naturstein | 08959036 |
| Direkt Bild zu diesem Denkmal hochladen | Denkmal gegen die faschistische Gewaltherrschaft                                          | Großenhainer Straße (Karte)     | 1975                     | Zur Erinnerung an die Ermordung sowjetischer Zwangsarbeiter gegen Ende des Zweiten Weltkrieges in einer Kiesgrube zwischen Kalkreuth und Bieberach, historische Bedeutung. Große flache Betonplatte auf eingerücktem Betonsockel, Darstellung eines Menschen als stilisierter moderner Umriss mit mittig angeordneter Zielscheibe sowie Darstellung eines weiteren Menschen als Flachrelief. | 08959093 |
| Direkt Bild zu diesem Denkmal hochladen | Wilhelm-Schneller-Grundschule mit vorderem östlichen Anbau (Toilettenhaus)                | Großenhainer Straße 2 (Karte)   | 1949–1950                | Erster Schulneubau in Sachsen nach dem Zweiten Weltkrieg, schlichtes Gebäude im traditionalistischen Stil, landesgeschichtlich von Bedeutung. Zweigeschossiger breitgelagerter Putzbau mit zwölf Achsen, Dachhecht, Dachausbau, saniert. | 08959234 |
| Direkt Bild zu diesem Denkmal hochladen | Seitengebäude (Wohnhaus) und winkelförmiger Anbau eines Bauernhofes                       | Großenhainer Straße 40a (Karte) | Laut Angabe 1904         | Weitgehend original erhaltenes Hofensemble mit formschönen Details am Anbau (gründerzeitliche Schmuckfassade), baugeschichtlich von Bedeutung, bildet Bauernhof zusammen mit Nummer 40. - Wohnhaus: zweigeschossiger Putzbau mit profilierten Steingewänden am Giebel, Satteldach - Seitengebäude: eingeschossiger Putzbau mit Schmuckfassade zur Hauptstraße, Eckbetonung durch rote Klinker, Okuli mit Klinkermauerwerk, darüber je ein Segmentüberfangbogen, mittiges Rundbogenfenster, Traufgesims, Deutsches Band, Dreiecksgiebelaufsatz | 08959037 |
| Direkt Bild zu diesem Denkmal hochladen | Ehemaliges Verwaltungsgebäude eines Kammergutes, heute Wohnhaus                           | Im Gut 1 (Karte)                | Bezeichnet mit 1892–1893 | Im dörflichen Kontext anspruchsvolles Ensemble gründerzeitlicher Klinkerarchitektur, baugeschichtlich und regionalgeschichtlich von Bedeutung. Zweigeschossiger Klinkerbau mit gegliederter Fassade durch vorspringenden vierachsigen Mittelrisalit, profilierte Gurtgesimse, Deutsches Band, Eckbetonung durch gelbe Klinker in Quaderform, im Erdgeschoss Segmentbogenbedachung, im Obergeschoss gerader Abschluss mit Diamantschlussstein, Traufgesims, Zahnschnitt, im Giebelaufsatz sächsisches Wappen mit Krone, Krüppelwalmdach, Biberschwanzdeckung. | 08959031 |
| Direkt Bild zu diesem Denkmal hochladen | Wohnhaus (mit vier Hausnummern) und Nebengebäude, Teil eines Kammergutes                  | Im Gut 5, 6, 7, 8 (Karte)       | Um 1890                  | Im dörflichen Kontext anspruchsvolles Ensemble gründerzeitlicher Klinkerarchitektur, baugeschichtlich und regionalgeschichtlich von Bedeutung. Eingeschossiger Klinkerbau mit Segmentbogenfenstern, Fassadengliederung durch gelbe Klinker in Quaderform als Eckbetonung, Gurtband, Traufgesims als Zahnschnitt, Krüppelwalmdach. | 08959035 |
| Direkt Bild zu diesem Denkmal hochladen | Wohnhaus (mit zwei Hausnummern), Nebengebäude und zwei Torpfeiler, Teil eines Kammergutes | Im Gut 11, 12 (Karte)           | Ende 19. Jahrhundert     | Im dörflichen Kontext anspruchsvolles Ensemble gründerzeitlicher Klinkerarchitektur, baugeschichtlich und regionalgeschichtlich von Bedeutung. - Wohnhaus: eingeschossiger Klinkerbau mit 2:10 Achsen, Segmentbogenfenster, Fassadengliederung durch gelbe Klinker in Quaderform als Eckbetonung, profiliertes Gurtgesims, Traufgesims als Zahnschnitt, Krüppelwalmdach - Nebengebäude: eingeschossiger Klinkerbau mit Satteldach - zwei Torpfeiler aus roten Klinkern mit Bedachung | 08959032 |
| Direkt Bild zu diesem Denkmal hochladen | Wohnstallhaus eines Gehöfts                                                               | Paulsmühle 2 (Karte)            | 18. Jahrhundert          | Eingeschossiger Putzbau mit Mansarddach und Segmentbogenportal, Teil der alten Ortsstruktur, baugeschichtlich von Bedeutung, bildet Bauernhof mit Nummer 1. Breitgelagerter eingeschossiger Putzbau, Zwerchgiebel, hohes Mansardwalmdach. | 08959088 |
| Direkt Bild zu diesem Denkmal hochladen | Straßenbrücke über die Große Röder/Dobrabach                                              | Paulsmühle 2 (bei) (Karte)      | 19. Jahrhundert          | Steinbogenbrücke, baugeschichtliche Bedeutung. Einbogige Brücke aus Natursteinquadern (Sandstein) mit zweiseitiger geschlossener Sandsteinbrüstung. | 08959082 |
| Weitere Bilder                          | Mühlenwohnhaus                                                                            | Paulsmühle 4 (Karte)            | Um 1800                  | Zweigeschossiger Putzbau mit steilem Satteldach, ortshistorische Bedeutung. Steingewände, profiliertes Kranzgesims, Dachausbau, Biberschwanzdeckung, saniert. | 08959083 |
| Direkt Bild zu diesem Denkmal hochladen | Zufahrtsbrücke über den Dobrabach                                                         | Paulsmühle 4 (vor) (Karte)      | 19. Jahrhundert          | Steinbogenbrücke, baugeschichtliche Bedeutung. Einbogige Brücke aus Natursteinquadern mit zweiseitiger geschlossener Natursteinquaderbrüstung. | 08959084 |
| Direkt Bild zu diesem Denkmal hochladen | Zwei Wirtschaftsgebäude eines Vorwerks (Reiherhof)                                        | Reiherhof 4 (Karte)             | Mitte 19. Jahrhundert    | Durch seltene Dachkonstruktion (Bogenbohlendach, seit 1820 in Sachsen gebaut) von architekturhistorischer Bedeutung. - 1. eingeschossige massive Scheune (oder Stallgebäude) auf rechteckigem Grundriss, an Schmalseite große Toreinfahrt, mächtiges Gillysches Bogendach mit Blechdeckung - 2. eingeschossige massive Scheune (oder Stallgebäude) auf rechteckigem Grundriss, an Langseite elf Fenster, zum Teil mit Sandsteinfenstergewänden, an Schmalseite drei gerade abschließende Toreinfahrten, mächtiges Gillysches Bogendach mit Blechdeckung | 08959087 |
| Direkt Bild zu diesem Denkmal hochladen | Denkmal für die Gefallenen des Ersten Weltkrieges                                         | Reinersdorfer Straße (Karte)    | Nach 1918                | Ortshistorische Bedeutung. Zweistufiger Granitsockel mit Eisernem Kreuz, darüber pyramidaler Aufbau aus poliertem rotem Granit, auf vier Kugeln und Quadern lagernd, Inschrift „Ihren gefallenen Helden der Gemeinde Kalkreuth / 1914–1918“. Davor angegliederte Gedenktafel mit Inschrift „Den Opfern des 2. Weltkrieges und der Gewaltherrschaft“. | 08959038 |
| Direkt Bild zu diesem Denkmal hochladen | Wohnhaus eines ehemaligen Dreiseithofes                                                   | Wettiner Straße 4 (Karte)       | Mitte 19. Jahrhundert    | Mit Fachwerk-Obergeschoss, Teil der alten Ortsstruktur, baugeschichtlich von Bedeutung. - Wohnhaus: Erdgeschoss massiv, Obergeschoss Fachwerk, Rückseite Fachwerk, Satteldach, Giebel massiv - Seitengebäude (2002 gestrichen, dann Abbruch): Erdgeschoss massiv, Obergeschoss Fachwerk, Ladeluke, Giebel massiv, Dachüberstand, Satteldach, Rückseite Fachwerk | 08959030 |
| Direkt Bild zu diesem Denkmal hochladen | Wohnhaus eines Bauernhofes                                                                | Wettiner Straße 10 (Karte)      | 1736–1739                | Obergeschoss Fachwerk zum Teil verbrettert, Teil der alten Ortsstruktur, baugeschichtlich von Bedeutung. Erdgeschoss massiv, verändert, Giebel Fachwerk, Krüppelwalmdach, saniert. | 08959033 |

## Lauterbach
| Bild                                    | Bezeichnung | Lage                                                 | Datierung                                                                              | Beschreibung | ID       |
| --------------------------------------- | --- | ---------------------------------------------------- | -------------------------------------------------------------------------------------- | --- | -------- |
| Direkt Bild zu diesem Denkmal hochladen | Trinkwasserversorgungsanlage | (Flurstück 44) (Karte)                               | Um 1925                                                                                | Ortshistorisch und wasserversorgungstechnikgeschichtlich von Bedeutung. Kleiner eingeschossiger Massivbau, vorgebauter, im Rechteck stehender turmähnlicher Bau als Eingangsbereich. | 08956613 |
| Weitere Bilder                          | Lauterbacher Kellerschenke: Ehemaliges Gasthaus (Nr. 1) mit Anbau (Nr. 4) | Am Lindenberg 1, 4 (Karte)                           | 1710, Umbau bezeichnet mit 1931                                                        | Gasthaus Obergeschoss Fachwerk, ortsgeschichtliche Bedeutung. - Gasthaus (Nummer 1): Erdgeschoss massiv, Bruchstein, Obergeschoss Fachwerk, Satteldach Giebel verbrettert - Anbau (Nummer 4) bezeichnet mit 1931: zweigeschossiger Massivbau, Holztafel mit Inschrift „Mit Gott erbaut im Notjahr 1931 von Dr. Wilhelm“ | 08956611 |
| Weitere Bilder                          | Wegestein | Am Lindenberg 4 (neben) (Karte)                      | 2. Hälfte 19. Jahrhundert                                                              | Verkehrshistorische Bedeutung. Sandsteinkubus, scharriert, verwittert, Inschrift „nach Beiersdorf 0,5 km, Fußweg nach Naunhof 2 km“. | 08956614 |
|                                         | Denkmal für die Gefallenen des Ersten Weltkriegs | Am Lindenberg 4 (neben) (Karte)                      | Nach 1918                                                                              | Ortshistorische Bedeutung. Unbearbeiteter Granitblock in Hanglage, mit Metalltafel, darin Inschrift „Den Toten des Weltkrieges 1914–18“, dazu drei Namen mit Geburts- und Sterbedaten. | 08956615 |
| Weitere Bilder                          | Schloss und Rittergut Lauterbach (Sachgesamtheit) | Gutshof 1, 2, 3, 4 (Schloßallee 4, 6, 8, 10) (Karte) | Anfang 18. Jahrhundert                                                                 | Sachgesamtheit Schloss und Rittergut Lauterbach, mit folgenden Einzeldenkmalen: Schloss (Schloßallee 4), vier Wohngebäude (Schloßallee 6, Gutshof 1 und die zwei ehemaligen Kavaliershäuser Gutshof 2 und 3), zwei aneinandergebaute Wirtschaftsgebäude (Schloßallee 8 und 10), acht Torpfeiler zum Schlosspark und Teilstücke der Einfriedungsmauer (siehe 09301795), weiterhin mit folgenden Sachgesamtheitsteilen: weitere Wirtschaftsgebäude (darunter Gutshof 4), Schlosspark (Gartendenkmal) mit zwei Teichen (Schlossteich und Straßenteich), altem Baumbestand und Terrain der ehemaligen Festwiese; barockes Schloss gründerzeitlich überformt, als repräsentativer und fein proportionierter dreigeschossiger Massivbau mit weitgehend authentisch erhaltenem historischem Erscheinungsbild, künstlerisch und ortshistorisch von Bedeutung [Störelement: Turnhalle neben Schloßallee 4] | 08956607 |
| Weitere Bilder                          | Schloss (Schloßallee 4), vier Wohngebäude (Schloßallee 6, Gutshof 1 und die zwei ehemaligen Kavaliershäuser Gutshof 2 und 3), zwei aneinandergebaute Wirtschaftsgebäude (Schloßallee 8 und 10), acht Torpfeiler zum Schlosspark und Teilstücke der Einfriedungsmauer (Einzeldenkmale zu ID-Nr. 08956607) | Gutshof 1, 2, 3 (Schloßallee 4, 6, 8, 10) (Karte)    | Anfang 18. Jahrhundert, überformt 1865 (Schloss); 1770, später überformt (Schlosspark) | Einzeldenkmale der Sachgesamtheit Schloss und Rittergut Lauterbach; barockes Schloss gründerzeitlich überformt, als repräsentativer und fein proportionierter dreigeschossiger Massivbau mit weitgehend authentisch erhaltenem historischem Erscheinungsbild, künstlerisch und ortshistorisch von Bedeutung. - Wohngebäude (Schloßallee 6): leicht zurückgesetzter zweigeschossiger verputzter Massivbau, giebelständig, Krüppelwalmdach, im Giebel Halbkreisfenster mit originaler Sprossung und zwei Okuli - Wohngebäude (Schloßallee 2/3): zwei Wohngebäude, unmittelbar zum Schlossbereich gehörige Bestandteile der Anlage als ehemalige Kavaliershäuser - Wohngebäude (Gutshof 1): breitgelagerter eingeschossiger massiver Putzbau, Segmentbogenöffnungen drei Belüftungsokuli mit Maßwerkmotiv im Giebel, eine Giebelseite mit massiven Stützpfeilern, eine Giebelseite mit Satteldach, die andere mit Walmdach, ursprünglich erfasst unter Am Gutshof 1 - Wirtschaftsgebäude (Schloßallee 8/10): eingeschossiger Massivbau, drei Korbbogeneinfahrten, teils zugesetzt, Eckgebäude mit Krüppelmansarddach, Seite zur Toreinfahrt abgeschrägt, Walmdach mit Kranz aus Backsteinen, Stallteil mit Satteldach, Ladeluken, Bruchstein verputzt, auf verwinkeltem Grundriss mit mehreren Kopfbauten zur Schloßallee hin, aus Bruchstein, tief heruntergezogener Walm, sonst Krüppelwalmdächer | 09301795 |
| Weitere Bilder                          | Wegestein | Schloßallee (Karte)                                  | 2. Hälfte 19. Jahrhundert                                                              | Verkehrshistorische Bedeutung, Sandsteinblock, scharriert, verwittert | 08956610 |
| Weitere Bilder                          | Schloss und Rittergut Lauterbach (Sachgesamtheit) | Gutshof 1, 2, 3 (Schloßallee 4, 6, 8, 10) (Karte)    | Anfang 18. Jahrhundert                                                                 | Sachgesamtheit Schloss und Rittergut Lauterbach, mit folgenden Einzeldenkmalen: Schloss (Schloßallee 4), vier Wohngebäude (Schloßallee 6, Gutshof 1 und die zwei ehemaligen Kavaliershäuser Gutshof 2 und 3), zwei aneinandergebaute Wirtschaftsgebäude (Schloßallee 8 und 10), acht Torpfeiler zum Schlosspark und Teilstücke der Einfriedungsmauer (siehe 09301795), weiterhin mit folgenden Sachgesamtheitsteilen: weitere Wirtschaftsgebäude (darunter Gutshof 4), Schlosspark (Gartendenkmal) mit zwei Teichen (Schlossteich und Straßenteich), altem Baumbestand und Terrain der ehemaligen Festwiese; barockes Schloss gründerzeitlich überformt, als repräsentativer und fein proportionierter dreigeschossiger Massivbau mit weitgehend authentisch erhaltenem historischem Erscheinungsbild, künstlerisch und ortshistorisch von Bedeutung [Störelement: Turnhalle neben Schloßallee 4]. Siehe Gutshof 1, 2, 3, 4. | 08956607 |
| Weitere Bilder                          | Schloss (Schloßallee 4), vier Wohngebäude (Schloßallee 6, Gutshof 1 und die zwei ehemaligen Kavaliershäuser Gutshof 2 und 3), zwei aneinandergebaute Wirtschaftsgebäude (Schloßallee 8 und 10), acht Torpfeiler zum Schlosspark und Teilstücke der Einfriedungsmauer (Einzeldenkmale zu ID-Nr. 08956607) | Schloßallee 4, 6, 8, 10 (Gutshof 1, 2, 3) (Karte)    | Anfang 18. Jahrhundert, überformt 1865 (Schloss); 1770, später überformt (Schlosspark) | Einzeldenkmale der Sachgesamtheit Schloss und Rittergut Lauterbach; barockes Schloss gründerzeitlich überformt, als repräsentativer und fein proportionierter dreigeschossiger Massivbau mit weitgehend authentisch erhaltenem historischem Erscheinungsbild, künstlerisch und ortshistorisch von Bedeutung. Siehe Gutshof 1, 2, 3. | 09301795 |
| Direkt Bild zu diesem Denkmal hochladen | Scheune (ehemaliges Spritzenhaus, mit zwei Hausnummern) und seitliche Einfriedungsmauer | Schloßallee 5, 7 (Karte)                             | Bezeichnet mit 1827                                                                    | Stattliche massive Bruchsteinscheune mit Schlauchturm und zwei Reihen Dachgaupen, zugesetzte große segmentbogige Einfahrt, baugeschichtliche und ortsgeschichtliche Bedeutung, ortsbildprägend in unmittelbarer Nachbarschaft zum Rittergut. Scheune eingeschossiger verputzter Bruchsteinbau mit einigen nachträglichen Störungen (straßenseitig zugesetzter Haupteingang, straßenseitige Fenstereinbrüche, seitlicher flacher Anbau und mit Turm versehener Dachaufsatz), verputzt mit zum Teil großen Störstellen (rückseitig durchgängig Bruchsteinmauerwerk sichtbar), Turmaufsatz verschiefert, Krüppelwalmdach mit zwei Reihen Fledermausgaupen zur Belichtung des Dachbodens, Giebel mit Kreuz- und Schlitzfenster, doppelte Biberschwanzdeckung, bezeichnet im Schlussstein der Korbbogeneinfahrt mit „C.B.u.P. 1827“, Schlauchturm mit Schieferverkleidung. | 08955673 |

## Marschau
| Bild           | Bezeichnung | Lage                                         | Datierung       | Beschreibung | ID       |
| -------------- | ----------- | -------------------------------------------- | --------------- | --- | -------- |
| Weitere Bilder | Wegestein   | (Gemarkung Lauterbach, Flurstück 25) (Karte) | 19. Jahrhundert | Verkehrsgeschichtliche Bedeutung. Quadratischer Sandsteinpfeiler, Wegweiser nach Auer, Böhla, Naunhof, Hohndorf. | 08958995 |

## Naunhof
| Bild                                    | Bezeichnung | Lage                                   | Datierung | Beschreibung | ID       |
| --------------------------------------- | --- | -------------------------------------- | --- | --- | -------- |
| Direkt Bild zu diesem Denkmal hochladen | Wegestein | Alte Dorfstraße (Karte)                | 19. Jahrhundert | Verkehrshistorische Bedeutung. Ca. 50 cm hoher Sandsteinkubus mit Inschrift „Ebersbach, Dresden, Radeburg“ | 08959026 |
| Weitere Bilder                          | Wegestein | Alte Dorfstraße (Karte)                | 19. Jahrhundert | Verkehrsgeschichtliche Bedeutung. Hoher Granitpfeiler, ca. 1,50 m, mit Wegweiser nach Naunhof, Lauterbach, Großenhain, Marschau, gelb-weiß gestrichen. | 08958990 |
| Direkt Bild zu diesem Denkmal hochladen | Straßenbrücke über den Hopfenbach | Alte Dorfstraße (Karte)                | 1. Hälfte 19. Jahrhundert | Bruchsteinbogenbrücke, von baugeschichtlicher und verkehrsgeschichtlicher Relevanz, hochliegende Segmentbogen-Wölbung | 08959098 |
| Direkt Bild zu diesem Denkmal hochladen | Wohnstallhaus eines Bauernhofes | Alte Dorfstraße 13 (Karte)             | Mitte 19. Jahrhundert | Fachwerk-Wohnstallhaus, Teil der alten Ortsstruktur, baugeschichtlich von Bedeutung. Erdgeschoss massiv, Obergeschoss Fachwerk, Giebel massiv. | 08959021 |
| Direkt Bild zu diesem Denkmal hochladen | Zufahrtsbrücke über den Hopfenbach (als Zufahrt zur Scheune Schulstraße 24) | Alte Dorfstraße 31 (gegenüber) (Karte) | 1. Hälfte 19. Jahrhundert | Kleine Steinbogenbrücke, baugeschichtlich von Bedeutung | 08959097 |
| Direkt Bild zu diesem Denkmal hochladen | Wohnstallhaus und Seitengebäude eines Dreiseithofes | Alte Dorfstraße 39 (Karte)             | Mitte 19. Jahrhundert (Wohnstallhaus); 2. Hälfte 19. Jahrhundert (Seitengebäude)                                                     | Fachwerk-Wohnstallhaus, massives Seitengebäude mit Zwillingsfenster im Giebel, Teil der alten Ortsstruktur, baugeschichtlich von Bedeutung. - Wohnstallhaus: Erdgeschoss massiv, Obergeschoss Fachwerk verputzt (Hofseite Sichtfachwerk), Giebel massiv, Satteldach - Seitengebäude: zweigeschossiger Bruchsteinbau, Sandsteinfenstergewände, profiliertes Gurt- und Kranzgesims, originale Fenster, im Giebel Zwillingsfenster, Reste von Putzgliederung, Satteldach mit Biberschwanzdeckung und Fledermausgaupe, Tür im Obergeschoss | 08959024 |
| Direkt Bild zu diesem Denkmal hochladen | Seitengebäude (Wohnstallhaus) und drei Torpfeiler eines Dreiseithofes sowie Wassertrog auf dem Hof                                                                                                  | Alte Dorfstraße 41 (Karte)             | Mitte 19. Jahrhundert | Fachwerk-Wohnstallhaus, Teil der alten Ortsstruktur, baugeschichtlich und wirtschaftsgeschichtlich von Bedeutung. - Wohnstallhaus: Erdgeschoss massiv, Obergeschoss Fachwerk, Giebel massiv, Dachüberstand, originale Fenster, Sandsteinfenstergewände, Rundbogenfenster im Giebel, Reste von Putzgliederung, Satteldach, drei Torpfeiler mit Abdeckhauben - Trog: längsrechteckig, aus Sandstein | 08959025 |
| Weitere Bilder                          | Kirche (mit Ausstattung), Kirchhof mit Kriegerdenkmal für die Gefallenen des Ersten Weltkrieges, zwei Grabmalen und Einfriedung                                                                     | Schulstraße (Karte)                    | Bezeichnet mit 1578, auf Gedenkstein (Kirche); 1830 (Kanzelaltar); 1831–1834 (Orgel und Orgelprospekt); bezeichnet mit 1866 (Kirche) | Mehrfach umgebaute Saalkirche mit Südturm, ortshistorische und kunstgeschichtliche Bedeutung. - Kirche: Auf einer Anhöhe liegende Saalkirche mit Satteldach, nach 1578 errichtet. Der quadratische Turm mit Satteldach an der Südseite des Saals, in der Flucht der Westwand liegend. Mächtige Strebepfeiler an der Nordseite. Im Osten nördlich und südlich je ein zweigeschossiger Anbau mit Walmdach. An der Ostseite kleiner, gerade geschlossener Anbau mit Satteldach. Im Westen Portalvorhalle von 1866. - Das Innere von einem Spiegelgewölbe gedeckt. Die Kehlen mit dünner Stuckleiste von der Decke abgesetzt. Auch die Betstuben an der Nord- und Südwand mit Spiegelgewölben. Die umlaufende Empore im Westen konkav eingezogen. - Ausstattung: Kanzelaltar von 1830, eingefasst von zwei ionischen Dreiviertelsäulen. Ein Gemälde mit Darstellung des Schmerzensmannes aus dem 17. Jahrhundert, heute im Chor. Einige beachtliche Grabsteine des 16. Jahrhunderts im Chor aufgestellt, hervorzuheben vor allem das Denkmal der Anna von Hage (gestorben 1573) und das des Wolf von Drandorf (gestorben 1565). Prächtiger klassizistischer Orgelprospekt von Gottlieb Heinrich Nagel (1831–34), Werk 1866 erweitert, gering verändert (Dehio Sachsen I, S. 628). - Einfriedung: Bruchsteinmauer, verputzt, drei Torpfeiler - Denkmal: aufwendig reliefierter hoher Sandsteinpfeiler auf Sockel mit Dreiecksgiebel, darauf Pickelhaube, Inschriften stark verwittert, vermutlich Andenken an die im Deutsch-Französischen Krieg gefallene Helden - Familiengrab: hohes Metallkreuz, die Arme enden jeweils in Dreipässen, mit Ehrenhain und Baum | 08958993 |
| Weitere Bilder                          | Turmholländer der Windmühle Naunhof | Schulstraße 1a (Karte)                 | 2. Hälfte 19. Jahrhundert | Technik- und ortsgeschichtliche Bedeutung. Auf rundem Grundriss sich konisch verjüngender Turmkegel, verputzt, dreigeschossig, hohes Kegeldach (Dachpappe), Holländertyp, seit 1924 zu Wohnzwecken umgebaut. | 08958991 |
| Direkt Bild zu diesem Denkmal hochladen | Straßenbrücke über den Hopfenbach | Schulstraße 11 (hinter) (Karte)        | 1. Hälfte 19. Jahrhundert | Steinbogenbrücke, baugeschichtlich von Bedeutung, aus Bruchstein, mit Brüstung, verputzt | 08959273 |
| Direkt Bild zu diesem Denkmal hochladen | Wohnstallhaus eines Bauernhofes | Schulstraße 13 (Karte)                 | Mitte 19. Jahrhundert | Fachwerk-Wohnstallhaus, Teil der alten Ortsstruktur, baugeschichtlich von Bedeutung, bildet Bauernhof mit Nummer 13a. Erdgeschoss massiv, Sandsteingewände, Erdgeschoss teils verändert, Obergeschoss Fachwerk, Giebel massiv, Satteldach, an Rückseite Frackdach. | 08959028 |
| Direkt Bild zu diesem Denkmal hochladen | Wohnhaus eines Bauernhofes | Schulstraße 15 (Karte)                 | Bezeichnet mit 1857 | Zeit- und landschaftstypischer Bau, Obergeschoss Fachwerk, Zwillingsfenster im massiven Giebel, wichtiger Bestandteil im alten Ortskern, baugeschichtlich von Bedeutung, bildet Bauernhof mit Nummer 15 a und 15b. Erdgeschoss massiv, Wand-Öffnung-Verhältnis intakt, Satteldach, trotz Sanierung Denkmalwert erhalten. | 08959094 |
| Direkt Bild zu diesem Denkmal hochladen | Wohnhaus | Schulstraße 17 (Karte)                 | 1862 | Landschaftstypisches Gebäude, verputzter Massivbau, im Giebel Rundbogenfenster, Sandsteintürgewände, baugeschichtlich von Bedeutung. Zweigeschossiger Putzbau in Hanglage, profilierte Sandsteinfenstergewände, Sandsteintürgewände, im Türsturz bezeichnet mit „L.A. Brückner 1862“, ein Giebel mit einem Rundbogenfenster, der andere mit zweien, saniert. | 08959235 |
|                                         | Ehemalige Schule, heute Wohnhaus | Schulstraße 18 (Karte)                 | Mitte 19. Jahrhundert | Mittenbetonte Putzfassade von klassizistischer Wirkung, ortshistorische Bedeutung. Hohes Sockelgeschoss, darüber zweigeschossiger Putzbau mit Sandsteinfenstergewänden, zum Teil profiliert, 7:4 Achsen, im Giebel Rundbogenfenster, profiliertes Kranzgesims, Satteldach. | 08959029 |
|                                         | Transformatorenhäuschen | Schulstraße 18a (Karte)                | 1. Hälfte 20. Jahrhundert | Zeugnis für Elektrifizierung des Ortes, technikgeschichtlich von Bedeutung. Eingeschossiger Putzbau über quadratischem Grundriss, Krüppelwalmdach als Zwischendach, Biberschwanzdeckung, turmartiger Aufbau, verschiefert, Zeltdach, Biberschwanzdeckung, saniert. | 08959020 |
| Direkt Bild zu diesem Denkmal hochladen | Pfarrhof mit Pfarrhaus (Nr. 19), zwei Scheunen und Seitengebäude (Nr. 19a) | Schulstraße 19, 19a (Karte)            | Um 1800 (1. Scheune); 1. Hälfte 19. Jahrhundert (2. Scheune); 2. Hälfte 19. Jahrhundert (Pfarrhaus)                                  | Massives Pfarrhaus mit Krüppelwalmdach und zwei Fledermausgaupen, Segmentbogenportal, Seitengebäude mit Fachwerk-Obergeschoss, Fachwerk-Scheunen, schönes Ensemble von bau- und ortsgeschichtlichem Interesse. - Pfarrhaus (Nummer 19): zweigeschossiger Putzbau mit Sandsteingewänden, flachbogiges Türgewände, originale Tür mit Oberlicht, Sandsteinstufen, Krüppelwalmdach, Biberschwanzdeckung, Fledermausgaupen - Scheune 1: komplett Fachwerk, große Toreinfahrt, Satteldach mit Biberschwanzdeckung - Scheune 2: Fachwerk, teils verändert, Satteldach, schlechter Bauzustand - Pfarramt (Seitengebäude, Nummer 19a): Erdgeschoss massiv, Sandsteingewände, im massiven Giebel Garage, Obergeschoss Fachwerk, mit alten Fenstern, eine Seite einriegeliges Fachwerk, Satteldach, Biberschwanzdeckung | 08958994 |
| Weitere Bilder                          | Schloss und Park Naunhof (Sachgesamtheit) | Siedlungsweg 1, 3, 5 (Karte)           | Bezeichnet mit 1705 | Sachgesamtheit Schloss und Park Naunhof, mit folgenden Einzeldenkmalen: Schloss (Nr. 5), zwei Torbögen (am Siedlungsweg und an der Alten Dorfstraße), Einfriedungsmauer (nahe dem Schloss) und fünf Torpfeiler der Einfriedung (siehe 09301838) sowie folgenden Sachgesamtheitsteilen: Nebengebäude (neben Nr. 5) und zwei aneinandergebaute, ehemalige Wirtschaftsgebäude (Nr.1 und 3), weiterhin Schlosspark (Gartendenkmal) mit vier Teichen, Wehr, Brücke, Einlassstein und jeweils zwischen den Teichen im westlichen Parkbereich gelegenen Dämmen sowie historischem Baumbestand; schlossartiges Herrenhaus als stattlicher zweigeschossiger Bau mit mächtigem Mansarddach und drei Risaliten an Vorderfront, dabei Betonung des Mittelrisalits durch Giebel und schönes Portal mit ionischen Pilastern, Blumengehängen und Segmentbogen, Einfriedungsmauer mit zwei aufwändig geschweiften Toreinfahrten, baugeschichtliche, künstlerische, landschaftsprägende und ortshistorische Bedeutung | 08959010 |
| Weitere Bilder                          | Schloss (Nr. 5), zwei Torbögen (am Siedlungsweg und an der Alten Dorfstraße), Einfriedungsmauer (nahe dem Schloss) und fünf Torpfeiler der Einfriedung zum Park (Einzeldenkmale zu ID-Nr. 08959010) | Siedlungsweg 5 (Karte)                 | Bezeichnet mit 1705 | Einzeldenkmale der Sachgesamtheit Schloss und Park Naunhof; schlossartiges Herrenhaus als stattlicher zweigeschossiger Bau mit mächtigem Mansarddach und drei Risaliten an Vorderfront, dabei Betonung des Mittelrisalits durch Giebel und schönes Portal mit ionischen Pilastern, Blumengehängen und Segmentbogen, Einfriedungsmauer mit zwei aufwändig geschweiften Toreinfahrten, baugeschichtliche, künstlerische, landschaftsprägende und ortshistorische Bedeutung. - zum Schloss siehe Dehio Sachsen I, S. 628 - Einfriedung: Bruchsteinmauer, verputzt, mit zwei Toranlagen mit geschweifter Abdeckung - Nebengebäude (heute Sitz der Altenheimverwaltung): eingeschossiger Putzbau mit Sandsteinfenstergewänden und zum Teil originalen Fenstern, Krüppelwalmdach, originale Haustür, Einfriedungsmauer mit drei Toröffnungen, hohe verputzte Bruchsteinmauer, innen gelegene Stützpfeiler zur Stabilisierung | 09301838 |

## Reinersdorf
| Bild                                    | Bezeichnung | Lage                      | Datierung | Beschreibung | ID       |
| --------------------------------------- | --- | ------------------------- | --- | --- | -------- |
| Direkt Bild zu diesem Denkmal hochladen | Denkmalschutzgebiet Reinersdorf (Vorschlag) | (Reinersdorf) (Karte)     | 18./19. Jahrhundert, im Kern älter | Denkmalschutzgebiet Reinersdorf (Vorschlag) | 09302324 |
| Weitere Bilder                          | Wegestein | (Flurstück 395/2) (Karte) | 19. Jahrhundert | Verkehrsgeschichtlich von Bedeutung. Ca. 1,30 m hoher, scharrierter Sandsteinkubus mit ovaler Aussparung, darin Inschrift (zum Teil verwittert) „Reinersdorf/Großenhain“. | 08959043 |
| Weitere Bilder                          | Wegestein | Am Anger (Karte)          | Bezeichnet mit 1866 | Verkehrshistorische Bedeutung. Ca. 0,90 m hoher, scharrierter Sandsteinkubus mit ovalen Aussparungen, Inschrift verwittert. | 08959076 |
| Direkt Bild zu diesem Denkmal hochladen | Einfriedungsmauern von Gartengrundstücken | Am Anger (Karte)          | 19. Jahrhundert | Weitestgehend original erhaltene Bruchsteinmauern des mittigen Dorfangers, ortsgeschichtlich und ortsbildprägend von Bedeutung. Ca. 60 cm hohe Bruchsteinmauer, verputzt. | 08959085 |
| Direkt Bild zu diesem Denkmal hochladen | Seitengebäude (Wohnstallhaus) und Einfriedungsmauer eines Dreiseithofes | Am Anger 4 (Karte)        | 1. Hälfte 19. Jahrhundert | Obergeschoss Fachwerk teilweise verputzt, Relikt der ländlichen Bauweise in gutem Originalzustand, baugeschichtlich und straßenbildprägend von Bedeutung. Erdgeschoss massiv, profilierte Sandsteingewände, Rückseite Fachwerk, Giebel verputzt, originale Fenster, Satteldach, Frackdach. Mauer: Bruchsteinmauerwerk, verputzt. | 08959086 |
| Direkt Bild zu diesem Denkmal hochladen | Wohnhaus (Nr. 7), Seitengebäude (Wohnstallhaus mit Kumthallen, Nr. 6), Scheune sowie drei Torpfeiler eines Dreiseithofes                                                                                         | Am Anger 6, 7 (Karte)     | Bezeichnet mit 1861 (Nr. 6, Seitengebäude); vermutlich 1862 (Nr. 7, Wohnhaus); bezeichnet mit 1862 (Toreinfahrt); bezeichnet mit 1905 (Scheune) | Original erhaltener Bauernhof als Zeugnis der ländlichen Wohn- und Lebensweise, verputzte Massivbauten, Wohngebäude mit aufwändiger Giebelgestaltung zum Dorfanger, Seitengebäude mit zwei Kumthallen (Seltenheitswert), wirtschaftsgeschichtlich und baugeschichtlich von Bedeutung. - Wohnhaus: zweigeschossiger Putzbau mit profilierten Steingewänden, 4:8 Achsen, im Giebel Rundbogenfenster, profiliertes geschweiftes Türgewände, im Türsturz bezeichnet mit „H.A. Pretschel 1861“ - Wohnstallhaus: zweigeschossiger Putzbau mit profilierten Steingewänden, zwei zweijochige Kumthallen, Satteldach - Scheune: massiver Putzbau mit zwei großen Segmentbogentoren, zwei Segmentbogenfenster, Belüftungsokuli, bezeichnet mit „O. Pretschel 1905“ - drei Torpfeiler mit profilierten Abdeckplatten, einer bezeichnet mit „1862“ | 08959078 |
| Direkt Bild zu diesem Denkmal hochladen | Seitengebäude (Wohnstallhaus) eines Dreiseithofes | Am Anger 9 (Karte)        | Mitte 19. Jahrhundert | Fachwerk-Wohnstallhaus, zeit- und landschaftstypischer Bau, baugeschichtlich von Bedeutung. Erdgeschoss massiv, Sandsteingewände, Obergeschoss Fachwerk, Ladeluke, Rückseite und Giebel massiv, Satteldach. | 08959077 |
|                                         | Gasthof Reinersdorf, mit Einfriedungsmauer | Am Anger 14 (Karte)       | Um 1870 | Weitestgehend original erhaltenes Gebäude mit schlichter Putzfassade, von ortshistorischer Bedeutung. Zweigeschossiger Putzbau mit einfacher Putzgliederung, profiliertes Gurtgesims, am Giebel Eckputznutung, zwei Rundbogenfenster im Giebeldreieck, Sandsteinfenstergewände, zum Teil originale Winterfenster erhalten, Satteldach, alter Putz-Schriftzug „Gasthof Reinersdorf“ erhalten. | 08959075 |
| Direkt Bild zu diesem Denkmal hochladen | Wohnstallhaus, Seitengebäude (ohne überformten Kopfbau, Nr. 17) und Scheune eines Dreiseithofes, sowie Stützmauern mit eingezäunten Vorgärten, Einfriedungsmauern hinter der Scheune und drei Torpfeiler zum Hof | Am Anger 18 (Karte)       | 1. Hälfte 19. Jahrhundert (Wohnstallhaus); 1854 (Seitengebäude); bezeichnet mit 1871 (Scheune)                                                  | Hauptbau mit Fachwerkobergeschoss und steilem Satteldach, zeit- und landschaftstypischer Bau, beeindruckender, noch weitgehend geschlossen erhaltener Hof, als wichtiges Zeugnis ländlicher Architektur und Volksbauweise baugeschichtlich wertvoll, als Teil einer ziemlich unversehrten historischen Dorfstruktur, siedlungsgeschichtlicht von Bedeutung, bildet Dreiseithof zusammen mit Nummer 17. - Wohnstallhaus: Erdgeschoss massiv, Obergeschoss Fachwerk, Lehmausfachung, zum Teil originale Fenster, Satteldach, Biberschwanzdeckung, Rückseite Fachwerk - drei Torpfeiler mit profilierten Abdeckplatten - Seitengebäude: massiv mit Segmentbogenöffnungen und Scheitelsteinen - Scheune: ebenfalls massiv, mit zwei großen Toren - Bruchsteinmauern umschließen das zum Hof gehörende Stück auf Angermitte, Vorgärten vor und seitlich des Wohnstallhauses mit Stützmauern und Zaungittern eingefasst | 08959070 |
| Direkt Bild zu diesem Denkmal hochladen | Wohnhaus eines Bauernhofes | Am Anger 22 (Karte)       | 1. Hälfte 19. Jahrhundert | Obergeschoss Fachwerk, zeit- und landschaftstypisches Gebäude als Teil der alten Ortsstruktur, baugeschichtlich von Bedeutung. Erdgeschoss massiv, Giebel massiv, Dachüberstand, Satteldach mit Frackdach. | 08959071 |
| Direkt Bild zu diesem Denkmal hochladen | Seitengebäude (Wohnstallhaus) eines Dreiseithofes | Am Anger 24 (Karte)       | 1. Hälfte 19. Jahrhundert | Zeit- und landschaftstypischer Bau, weitgehend original erhalten, baugeschichtlich von Bedeutung. Erdgeschoss Bruchstein, verputzt, mit Garageneinbau, Sandsteinfenstergewände, Obergeschoss Fachwerk, rückwärtig einriegelig, zur Hofseite zweiriegelig, originale Fenster, Dachüberstand, Satteldach. | 08959072 |
| Direkt Bild zu diesem Denkmal hochladen | Seitengebäude (Wohnstallhaus) eines Dreiseithofes | Am Anger 26 (Karte)       | Bezeichnet mit 1884, im Kern älter | Fachwerk-Wohnstallhaus, mit Korbbogenportal, Relikt der ländlichen, zeittypischen Bauweise, baugeschichtlich von Bedeutung, bildet Dreiseithof mit Nummer 26a. Erdgeschoss massiv, zum Teil verändert, Obergeschoss Fachwerk, Giebel massiv, profilierte Sandsteinfenstergewände, im Giebel zwei Rundbogenfenster, zum Teil originale Fenster, Korbbogenportal mit Schlussstein, bezeichnet mit „F.W. 1884“. | 08959074 |
| Weitere Bilder                          | Steinkreuz | Am Steinkreuz (Karte)     | Mittelalter | Spätmittelalterliches Mord- und Sühnekreuz, ortsgeschichtlich von Bedeutung. Natursteinkreuz, ca. 1,10 m hoch. | 08959079 |
| Weitere Bilder                          | Kirche (mit Ausstattung), Kirchhof mit Einfriedung und Denkmal für die Gefallenen des Ersten Weltkrieges | Kleine Seite (Karte)      | Um 1550, später überformt (Kirche); bezeichnet mit 1565 (Taufe); 1903–1904 (Orgel); nach 1918 (Kriegerdenkmal)                                  | Saalkirche aus dem 16. Jahrhundert mit schlankem Westturm, baugeschichtlich und ortsgeschichtlich von Bedeutung. - Kirche (Dehio Sachsen I, S. 749): Breit gelagerte Saalkirche mit dreiseitigem Ostschluss und schlankem Westturm mit schöner Haube. Heutiger Bau um 1550 errichtet. Das Äußere schmucklos. An der Südseite Sakristeianbau. Das Innere durch Erneuerungen im 18. Jahrhundert verändert. Die flache Decke mit Stuckprofilen gegliedert. Stattlicher Kanzelaltar, um 1730. Der Kanzelkorb auf rechteckigem Grundriss mit abgefassten Kanten, derb marmoriert. Darüber gesprengter Giebel. Die Taufe mit dünnem, akanthusverziertem Fuß und halbkugelförmiger Kuppa, weiß gefasst, bezeichnet mit 1565. Eine Brüstungswand der alten Kanzel in die Südwand des Chores eingelassen, Sandstein. Im Flachrelief wiedergegeben ein Kruzifix, vor dem andächtig eine Frau kniet. Hervorragende Arbeit von Simon Schröter d. Ä. aus Torgau. Jehmlich-Orgel von 1903/04, klanglich verändert. Grabdenkmal des Georg von Komerstatt (gestorben 1559). - Einfriedung: Bruchsteinmauerwerk, verputzt, vier Torpfeiler mit Abdeckplatten - Kriegerdenkmal: zweistufiger behauener roter Granitsockel, darauf polierter Granitkubus mit stufenförmiger Bedachung, oberer Abschluss Helm, Inschrift „In Dankbarkeit unseren tapferen im Weltkriege 1914–1918 gefallenen Helden“ | 08959067 |
|                                         | Transformatorenhäuschen | Kleine Seite (Karte)      | 1. Hälfte 20. Jahrhundert | Zeugnis für Elektrifizierung des Ortes, technikgeschichtlich von Bedeutung. Putzbau über quadratischem Grundriss, Krüppelwalmdach als Zwischendach, turmartiger Aufbau, verschiefert, Zeltdach. | 08959069 |
| Direkt Bild zu diesem Denkmal hochladen | Wohnhaus (ohne Anbau) und Seitengebäude (Ausgedingehaus) eines Bauernhofes sowie seitliche Einfriedung | Kleine Seite 14 (Karte)   | Bezeichnet mit 1827 (Auszugshaus); bezeichnet mit 185? (Handwerkerhaus)                                                                         | Sehr gut erhaltenes Hofensemble als Beispiel der ländlichen Wohn- und Lebensweise, baugeschichtlich von Bedeutung. - Ausgedinge: zweigeschossiger Putzbau, Sandsteinfenstergewände, Sandstein-Segmentbogentürgewände mit Schlussstein, dieser bezeichnet mit „J.S.G. 1827“, im Erdgeschoss Fensterläden, Satteldach, Rückseite Frackdach - Wohnhaus: zweigeschossiger Putzbau, 3:3 Achsen, Krüppelwalmdach, bezeichnet im Eingangsbereich mit „185...“ | 08959080 |
| Direkt Bild zu diesem Denkmal hochladen | Pfarrhaus | Kleine Seite 17 (Karte)   | Mitte 19. Jahrhundert | Zweigeschossiger Massivbau mit einfacher Putzgliederung, ortsgeschichtlich von Bedeutung. Hoher Sockel, zweigeschossiger Putzbau mit 7:3 Achsen, einfache Putzgliederung, Sandsteinfenstergewände, profilierte Sandsteintürgewände, Walmdach, Biberschwanzdeckung. | 08959060 |
| Direkt Bild zu diesem Denkmal hochladen | Seitengebäude (Wohnstallhaus mit Kumthalle) und daran angebautes Stallgebäude eines Vierseithofes | Kleine Seite 18 (Karte)   | Bezeichnet mit 1854 | Verputzter Massivbau mit seltener Kumthalle und aufwendigem Türportal, zwei weitgehend original erhaltene, zeit- und landschaftstypische Gebäude, baugeschichtlich von Bedeutung. - Wohnstallhaus: zweigeschossiger Putzbau, Bruchsteinmauerwerk, Steingewände, zweijochige Kumthalle, profiliertes Gurt- und Kranzgesims, profilierte Steintürgewände mit gerader, profilierter Bedachung, im Putzfeld über der Tür bezeichnet mit „1854 J. Trentsch (Trenklich?)“, Satteldach verschiefert, im Giebel Rundbogenfenster mit Ziersprossung - Seitengebäude (Stallgebäude): eingeschossiger Bruchsteinbau, verputzt, Drempel, Sandsteinfenstergewände, profiliertes Kranzgesims, im Drempel zwei rundbogige Öffnungen mit übergelegter Dachtraufe in Form der Fledermausgaupen, Satteldach | 08959068 |
| Direkt Bild zu diesem Denkmal hochladen | Wohnstallhaus und Seitengebäude eines Dreiseithofes sowie Toreinfahrt (mit Pforte) zum Hof | Kleine Seite 19 (Karte)   | Mitte 19. Jahrhundert (Bauernhaus); bezeichnet mit 1847 (Pforte)                                                                                | Zeit- und landschaftstypische Putzbauten, baugeschichtlich von Bedeutung. - Wohnstallhaus: zweigeschossiger Bruchsteinbau, verputzt, Sandsteinfenstergewände, zum Teil originale Fenster, vermutlich Obergeschoss Fachwerk, Satteldach - Seitengebäude: zweigeschossiger Bruchsteinbau, verputzt, Reste von Putzgliederung, profiliertes Gurt- und Kranzgesims, gerade Fensterbedachung, Satteldach - Torbogen der Leutepforte: im Schlussstein bezeichnet mit „J.G.U. 1847“ - Nebengebäude (Backhaus, vor 2011 abgebrochen): Ziegelmauerwerk und Bruchstein, verputzt, Biberschwanz-Kronendeckung, Satteldach | 08959061 |

### Ehemaliges Denkmal (Reinersdorf)
| Bild                                    | Bezeichnung                                           | Lage                | Datierung                 | Beschreibung | ID       |
| --------------------------------------- | ----------------------------------------------------- | ------------------- | ------------------------- | --- | -------- |
| Direkt Bild zu diesem Denkmal hochladen | Wohnstallhaus eines Dreiseithofes und drei Torpfeiler | Am Anger 25 (Karte) | 1. Hälfte 19. Jahrhundert | Mit Fachwerk-Obergeschoss, weitgehend original erhaltener, zeit- und landschaftstypischer Bau im historischen Ortskontext, baugeschichtlich von Bedeutung. Erdgeschoss massiv, Obergeschoss Fachwerk, Sandsteingewände, Giebel Fachwerk, zum Teil originale Fenster, im Giebel zwei Schiebefenster, Rückseite Fachwerk, drei Torpfeiler mit Abdeckplatten und Halbkugeln. Nach 2017 von der Denkmalliste gestrichen. | 08959073 |

## Rödern
| Bild                                    | Bezeichnung | Lage                                              | Datierung | Beschreibung | ID       |
| --------------------------------------- | --- | ------------------------------------------------- | --- | --- | -------- |
| Direkt Bild zu diesem Denkmal hochladen | Wegestein | (Gemarkung Niederrödern, Flurstück 725/6) (Karte) | 19. Jahrhundert | Verkehrsgeschichtliche Bedeutung. Hoher Granitpfeiler, ca. 1,70 m, oberer Abschluss mit kleinen Giebeln an vier Seiten, Wegweiser nach Steinbach, andere Inschriften verwittert. | 08958988 |
|                                         | Wohnhaus | Am Kellerberg 1 (Karte)                           | Mitte 19. Jahrhundert | Fachwerkgebäude, Teil der alten Ortsstruktur in prägnanter Straßenlage, baugeschichtlich von Bedeutung. Erdgeschoss massiv, Obergeschoss Fachwerk, originale Fenstergröße, Giebel Fachwerk, Krüppelwalmdach. | 08959091 |
| Direkt Bild zu diesem Denkmal hochladen | Gasthaus Zum Braukeller (Radeburger Straße 14) mit angebautem Wohnhaus (Am Kellerberg 2 und 4)                                                                                       | Am Kellerberg 2, 4 (Radeburger Straße 14) (Karte) | 1799–1801 (Gasthaus); 1770 (Wohnhaus)                                                                                                 | Fachwerkgebäude, Teil der ehemaligen Brauerei mit ortshistorischer Bedeutung. Wohnhaus (Am Kellerberg 2 und 4): Erdgeschoss massiv, Obergeschoss Fachwerk, Giebel mit Sichtfachwerk (Nummer 2: Andreaskreuze), andere Giebelseite Fachwerk mit Schiefer verkleidet (Nummer 4), Rückseite Fachwerk verbrettert, Satteldach. | 08959052 |
| Direkt Bild zu diesem Denkmal hochladen | Wohnhaus | Am Kellerberg 9 (Karte)                           | 2. Hälfte 19. Jahrhundert | Zeit- und landschaftstypisches Gebäude mit Fachwerk-Obergeschoss, baugeschichtlich von Bedeutung. Erdgeschoss massiv, Obergeschoss Fachwerk, ebenso Rückseite und Giebel, Satteldach. | 08959053 |
| Direkt Bild zu diesem Denkmal hochladen | Wohnhaus | Am Kellerberg 13 (Karte)                          | Um 1800 | Fachwerk-Wohnhaus, Teil der alten Ortsstruktur, baugeschichtlich von Bedeutung. Erdgeschoss massiv, Obergeschoss Fachwerk, verbrettert, beide Giebel verbrettert, Satteldach, saniert. | 08959054 |
| Direkt Bild zu diesem Denkmal hochladen | Wassertrog | An den Eichen 1 (vor) (Karte)                     | 19. Jahrhundert | Zeugnis für die Versorgung der Weidetiere mit Wasser, kulturgeschichtlich von Bedeutung, große Wassertränke aus Sandstein | 08959046 |
| Direkt Bild zu diesem Denkmal hochladen | Wappenstein an einem ehemaligen Wirtschaftsgebäude | An den Eichen 6 (Karte)                           | Bezeichnet mit 1689 | Relikt des Rittergutes Niederrödern, ortshistorische Bedeutung. Wappenstein in Hauswand eines Seitengebäudes, stark verwittert (drei ineinander verschlungene Buchstaben und Jahreszahl). | 08959045 |
| Direkt Bild zu diesem Denkmal hochladen | Wohnhaus eines Bauernhofes | Dorfstraße 10 (Karte)                             | Um 1800 | Fachwerk-Wohnhaus, Erdgeschoss massiv, zum Teil auch in Fachwerk, Teil der alten Ortsstruktur, baugeschichtlich von Bedeutung. Erdgeschoss massiv, vermutlich Blockteil, zum Teil Fachwerk, Obergeschoss Fachwerk (Rückseite), sonst massiv, zum Teil originale Fenster, Winterfenster, Satteldach. | 08959051 |
| Direkt Bild zu diesem Denkmal hochladen | Pfarrhaus | Dorfstraße 21 (Karte)                             | Bezeichnet mit 1699 | In seiner Kubatur authentisch erhaltenes Gebäude, Obergeschoss Fachwerk verbrettert, baugeschichtlich und ortsgeschichtlich von Bedeutung. Erdgeschoss massiv, Walmdach mit Fledermausgaupe, doppelte Biberschwanz-Kronendeckung, Schlussstein bezeichnet mit „1699“. | 08959050 |
| Weitere Bilder                          | Dorfkirche Niederrödern (mit Ausstattung), Kirchhof mit Einfriedung und Denkmal für die Gefallenen des Ersten Weltkrieges                                                            | Dorfstraße 23 (Karte)                             | 16. Jahrhundert (Epitaph); 1660 (Ofen in der Sakristei); nach 1665, Umbau 1862 (Kirche); Ende 17. Jahrhundert (Aufsatz); 1936 (Orgel) | Saalkirche mit stattlichem Dachreiter, baugeschichtlich, ortsgeschichtlich und ortsbildprägend von Bedeutung | 08959047 |
| Direkt Bild zu diesem Denkmal hochladen | Taubenhaus eines Vierseithofes / einer Ausspanne | Dorfstraße 25 (Karte)                             | 2. Hälfte 19. Jahrhundert | Auf einer Säule ruhende Holzbehausung im Hof, im Landkreis Meißen nur noch wenig anzutreffendes ländliches Relikt, in seiner Form auch sachsenweit mit Seltenheitswert. Holzkonstruktion, auf sich nach oben verjüngender Säule, Satteldach, Biberschwanzdeckung. Ehemals denkmalgeschützt: Wohnhaus (laut Auskunft von 1744) mit winkelförmig angebautem Seitengebäude, Scheune mit daran angebautem Stallgebäude und weiteres Seitengebäude eines Vierseithofes sowie Vorgarten und Toreinfahrt an der Kirchgasse. Stattlicher, authentisch erhaltener Fachwerkhof als Zeugnis dörflicher Wohn- und Lebensweise vergangener Zeiten, baugeschichtlich und wirtschaftsgeschichtlich von Bedeutung. - Wohnhaus: Erdgeschoss massiv, Obergeschoss Fachwerk, historische Fenster, Giebel Fachwerk verbrettert, Satteldach, zum Teil originale Fenster - 1. Seitengebäude: Erdgeschoss massiv, Obergeschoss Fachwerk, Satteldach (ein Seitengebäude mit Frackdach) - 2. Seitengebäude: Erdgeschoss massiv, Obergeschoss Rückseite Fachwerk, Satteldach - Stall: Erdgeschoss Holzkonstruktion, darüber Fachwerk, zum Teil Holzkonstruktion, Dachüberstand, Satteldach | 08959049 |
| Direkt Bild zu diesem Denkmal hochladen | Wohnhaus eines Dreiseithofes | Dorfstraße 27 (Karte)                             | 1. Hälfte 19. Jahrhundert | Teil der alten Ortsstruktur, straßenbildprägend und baugeschichtlich von Bedeutung, bildet Dreiseithof mit Nummer 29. Erdgeschoss massiv, Obergeschoss Fachwerk, ebenso Rückseite, Satteldach, doppelte Biberschwanz-Kronendeckung. | 08959059 |
| Direkt Bild zu diesem Denkmal hochladen | Wohnhaus eines Bauernhofes | Dorfstraße 35 (Karte)                             | Um 1880 | Stattlicher gründerzeitlicher Putzbau mit Lisenengliederung, Lisenen enden in Fialen, singulär im Ortsbild, baugeschichtlich von Bedeutung. Zweigeschossiger Putzbau mit Lisenengliederung, Lisenen enden in Fialen, Wand-Öffnung-Verhältnis intakt, profilierte Steingewände, im Erdgeschoss mit Segmentbogen, im Obergeschoss gerader Abschluss mit Bedachung, 4:6 Achsen, originale Haustür, Satteldach. | 08959063 |
| Direkt Bild zu diesem Denkmal hochladen | Seitengebäude (Ausgedingehaus) eines Dreiseithofes | Dorfstraße 47 (Karte)                             | Mitte 19. Jahrhundert | Fachwerkhaus, Erdgeschoss teils massiv, teils Fachwerk, zeit- und landschaftstypischer Bau in ortsbildprägender Lage, baugeschichtlich von Bedeutung, bildet Dreiseithof mit Nummer 49. Obergeschoss Fachwerk, Giebel Fachwerk, zum Teil verbrettert, Satteldach, vermutlich Blockbau. | 08959064 |
| Weitere Bilder                          | Wohnmühlengebäude der Niedermühle (mit zwei Hausnummern) und Seitengebäude eines Mühlenanwesens, dazu Mühlgraben und Wehr, Mühlentechnik teilweise erhalten (darunter Wasserturbine) | Dorfstraße 52, 54 (Karte)                         | Bezeichnet mit 1852 (Mühle); bezeichnet mit 1934 (Wasserturbine)                                                                      | Einstige Wassermühle, Fachwerkgebäude, bau-, orts- und technikgeschichtliche Bedeutung, mit interessanter Mühlentechnik. - Wohnmühlengebäude: stattliches Gebäude auf rechtwinkligem Grundriss, Erdgeschoss massiv, Sandsteinfenstergewände, Obergeschoss Fachwerk, zum Teil verbrettert, Giebel verbrettert, zum Teil originale Fenster, siebenachsiger Dachhecht, Sattel- und Walmdach, Biberschwanzdeckung, bezeichnet mit 1852 im Türstock - Stallscheunengebäude: Erdgeschoss Bruchstein, verputzt, Obergeschoss Fachwerk, verbrettert, originale Fenster, Satteldach, Stall im Erdgeschoss mit Pfeilern und Gewölbe Der Mühlentrakt des Wohnmühlengebäudes zeigt den üblichen Aufbau einer Getreidemühle mit Transmissionskeller, Mahlboden, Rohrboden und Sichterboden. An den Transmissionskeller schließt sich ein kleiner Turbinenraum an. Die Technik hat sich in Teilen erhalten. Im Transmissionskeller befinden sich die alte Haupttransmission, Elevatorenfüsse und zwei „Stehende Zeuge“ (vier Kegelräder und Wellen zur Übertragung der Drehbewegung). Auf dem Mahlboden stehen zwei Mahlgänge und ein Steinkran. Der Rohrboden zeigt Reste eines dritten Mahlgangs. Abgesehen davon finden sich auf den verschiedenen Böden Reste älterer Technik, so von den Elevatoren und dem Bremsfahrstuhl. An einem anderen Maschinenteil hat sich noch ein Firmenlogo erhalten: „Andrae & Feilgner GmbH Mühlenbauanstalt & Turbinenfabrik Zittau i. Sa. – Crottau C-Sl“. Das interessanteste Ausstattungsstück bildet wohl die liegende Turbine der Firma J. M. Voith Heidenheim von 1934. | 08959065 |
| Direkt Bild zu diesem Denkmal hochladen | Villa und Garten (Gartendenkmal), mit Toranlage und Denkmal im Garten | Ebersbacher Weg 1 (Karte)                         | Um 1910 | Ab 1930 wechselnde Nutzung als Erholungs- und Pflegeheim, vielgliedriger Putzbau mit Zierfachwerk, sozialgeschichtliche und ortsgeschichtliche Bedeutung. - Villa: zweigeschossiger Putzbau über vielgliedrigem Grundriss, Obergeschoss verschiefert, Giebel Zierfachwerk, mittiger Eingangsbereich mit seitlichen Veranden, zwei Giebelhäuser, Walmdach, doppelte Biberschwanzdeckung, seitlicher, überdachter Terrassenanbau mit Schieferdeckung, Holzkonstruktion - Villengarten: landschaftliche Anlage mit wertvollem Albbaumbestand und dendrologischen Besonderheiten u. a. Platanen (Platanus x hispanica), Rot-Eichen (Quercus rubra), Stiel-Eichen (Quercus robus), Blut-Buche (Fagus sylvatica f. purpurea), Rot-Buche (Fagus sylvatica), ein Silber-Ahorn (Acer saccharinum), Berg-Ahorn (Acer pseudoplatanus), Tannen (Abies spec.), Eibe (Taxus baccata) und Rhododendren - Toranlage: sechs Torpfeiler, verputzt, mit profilierten Abdeckplatten - Denkmal: Nische aus rötlichem Muschelkalk oder Porphyrtuff, mit seitlichen Flanken, darauf stehen zwei Blumenkübel aus gleichem Material, in der Nische grüner Steinkubus mit abgestuftem oberem Abschluss und Bekrönung durch Baluster, an Schauseite flaches Kupferrelief mit hockendem Engel | 08959044 |
| Direkt Bild zu diesem Denkmal hochladen | Portal einer ehemaligen Schule | Kirchgasse 1 (Karte)                              | Bezeichnet mit 1841 | Von ortshistorischer Bedeutung. Zweigeschossiger Putzbau mit profilierten Steingewänden, 2:7 Achsen, profiliertes Traufgesims, Sattel- und Walmdach, Sandsteintürgewände mit Inschrift „Die Kunst des Fleißes ist die rechte Weisheit und die Macht / 1841“, Denkmalschutz auf das Portal beschränkt. | 08959062 |
| Direkt Bild zu diesem Denkmal hochladen | Gasthaus Zum Braukeller (Radeburger Straße 14) mit angebautem Wohnhaus (Am Kellerberg 2 und 4)                                                                                       | Radeburger Straße 14 (Am Kellerberg 2, 4) (Karte) | 1799–1801 | Fachwerkgebäude, Teil der ehemaligen Brauerei mit ortshistorischer Bedeutung. Gasthaus (Radeburger Straße 14): Erdgeschoss massiv, Obergeschoss Fachwerk mit Stiel und Fußbändern, Andreaskreuz, vorderer Anbau mit Erdgeschoss massiv, Obergeschoss Fachwerk, Satteldach mit Biberschwanzdeckung, eine Seite mit Frackdach, vermutlich Keller mit Gewölben. | 08959052 |
| Direkt Bild zu diesem Denkmal hochladen | Transformatorenhäuschen | Radeburger Straße 33 (neben) (Karte)              | 1. Hälfte 20. Jahrhundert | Zeugnis für Elektrifizierung des Ortes, technikgeschichtlich von Bedeutung. Eingeschossiger Putzbau auf quadratischem Grundriss, Krüppelwalmdach als Zwischendach, Biberschwanzdeckung, turmartiger Aufbau, verschiefert, Zeltdach, Biberschwanzdeckung, saniert. | 08959057 |
| Direkt Bild zu diesem Denkmal hochladen | Wohnstallhaus eines Zweiseithofes | Radeburger Straße 34 (Karte)                      | Um 1800 | Obergeschoss Fachwerk verbrettert, weitgehend original erhaltener, zeit- und landschaftstypischer Bau in markanter Ortslage, baugeschichtlich von Bedeutung, bildet Zweiseithof mit Nummer 36. Erdgeschoss massiv, Giebel verbrettert, zum Teil originale Fenster, Satteldach. | 08959058 |

## Tabellenlegende
- Bild: Bild des Kulturdenkmals, ggf. zusätzlich mit einem Link zu weiteren Fotos des Kulturdenkmals im Medienarchiv Wikimedia Commons. Wenn man auf das Kamerasymbol klickt, können Fotos zu Kulturdenkmalen aus dieser Liste hochgeladen werden:
- Bezeichnung: Denkmalgeschützte Objekte und ggf. Bauwerksname des Kulturdenkmals
- Lage: Straßenname und Hausnummer oder Flurstücknummer des Kulturdenkmals. Die Grundsortierung der Liste erfolgt nach dieser Adresse. Der Link (Karte) führt zu verschiedenen Kartendiensten mit der Position des Kulturdenkmals. Fehlt dieser Link, wurden die Koordinaten noch nicht eingetragen. Sind diese bekannt, können sie über ein Tool mit einer Kartenansicht einfach nachgetragen werden. In dieser Kartenansicht sind Kulturdenkmale ohne Koordinaten mit einem roten bzw. orangen Marker dargestellt und können durch Verschieben auf die richtige Position in der Karte mit Koordinaten versehen werden. Kulturdenkmale ohne Bild sind an einem blauen bzw. roten Marker erkennbar.
- Datierung: Baubeginn, Fertigstellung, Datum der Erstnennung oder grobe zeitliche Einordnung entsprechend des Eintrags in der sächsischen Denkmaldatenbank
- Beschreibung: Kurzcharakteristik des Kulturdenkmals entsprechend des Eintrags in der sächsischen Denkmaldatenbank, ggf. ergänzt durch die dort nur selten veröffentlichten Erfassungstexte oder zusätzliche Informationen
- ID: Vom Landesamt für Denkmalpflege Sachsen vergebene, das Kulturdenkmal eindeutig identifizierende Objekt-Nummer. Der Link führt zum PDF-Denkmaldokument des Landesamtes für Denkmalpflege Sachsen. Bei ehemaligen Kulturdenkmalen können die Objektnummern unbekannt sein und deshalb fehlen bzw. die Links von aus der Datenbank entfernten Objektnummern ins Leere führen. Ein ggf. vorhandenes Icon  führt zu den Angaben des Kulturdenkmals bei Wikidata.

## Ausführliche Denkmaltexte
1. ↑  Schloss und Rittergut Lauterbach:
  - Schloss: stattlicher, fein proportionierter dreigeschossiger Massivbau (den zwei Geschossen 1865 ein weiteres hinzugefügt), an drei Seiten mit originaler Putzgliederung, Garten- und Hofseite mit fünfachsigem Mittelrisalit, Mittelachse zum Teich: korbbogig geschlossene Tür- und Fensteröffnungen, teils mit Schlussstein/Agraffe, im zweiten Obergeschoss Balkon, darüber Fenster mit Putzspiegel, die übrigen Fenster mit Ohrungen, Seitenrisalite dreiachsig, Innenraum verändert, schlechter Bauzustand, Reste einer schlichten Gartenanlage erhalten
  - Torpfeiler: Sandsteinpfeiler mit vorkragendem, gegiebelten Abschluss, teils mit Kugelbekrönung
  - Kavaliershäuser: zweigeschossige Putzbauten auf quadratischem Grundriss, Walmdach, eines der Häuser bereits saniert
  - im Park: 
    - mit Ausblick auf den Teich kleine Ruhestelle: halbrund geschlossene Mauer mit seitlich vorgezogenen Seiten, diese als Abschluss profiliert
    - Schlossteich mit Kopfstein am Ablasswehr bezeichnet mit 1829 oder 1899
    - Park parallel zur Erbauung des Schlosses um 1770 als geradlinige schlichte Barockanlage gestaltet (bis 1801), zwischen 1801 und 1882 Umgestaltung des Parkes in englischen Landschaftsgarten, wiederum im Zusammenhang mit Erneuerung/Umgestaltung des Schlossgebäudes maßgeblich prägend für Entwicklung des Schlosses und des Parkes war Familie von Palm (1735–1929 Besitzer des Lauterbacher Schlosses)

  - Zuordnung Flurstücksnummern:
    - 102/9 (Schloßallee 4, Herrenhaus/Schloss)
    - 102/8 (Schloßallee 6, Wohngebäude)
    - 102/8 (Gutshof 3, Wohngebäude/ehemaliges Kavaliershaus, zum Schloss gehörig)
    - 102/9 (Schlossteich)
    - 102/12 (Schloßallee 8, Wirtschaftsgebäude)
    - 102/12 (Schloßallee 10, Wirtschaftsgebäude)
    - 102/12 (Gutshof 2, Wohngebäude/ehem. Kavaliershaus, zum Schloss gehörig)
    - 102/3 (Gutshof 1, Wohnstallhaus, zum Wirtschaftshof gehörend)
    - 47 (Teich südwestlich der Straße, Straßenteich)
    - 46, 45, 44, 43 (ehemalige Festwiese)
2. ↑  Schloss und Park Naunhof:
  - Schlosspark: Bestehend aus historisch gewachsener Hofanlage um das ehemalige Schloss, Teichanlagen, Gärtnerei, Auengelände des Hopfenbaches mit alten Sandsteintoren und Resten alter Lindenalleen sowie Waldstück mit historischem Baumbestand. Um die Teiche heimischer Auenbestand aus Eschen, Eichen, Linden, Weidenarten, getrennt in zwei Teile durch Straße, größerer, langgestreckter Parkteil (westlich der Straße) eröffnet durch 2 × 2 Sandsteinpfeiler mit Kämpferplatte und Zapfenbekrönung
  - 1. Teich: kleiner Feuerlöschteich, vermutlich früher Gondelteich, am hinteren Ende kleine Treppe (Sandstein) mit zwei Postamenten (Sandstein)
  - Damm mit Brücke bildet Verbindung zum 2. Teich: dieser mit Wehr, Einlassstein (Sandstein), mit verwitterter Inschrift und Ziermotiv in Form einer Quaste, Uferböschung zum Teil mit Natursteineinfassung
  - weiterer Damm trennt genannten Teich vom anschließenden 3. Teich, alle Wege von historischem Baumbestand gesäumt
  - Weiterer Damm leitet über zu 4. Teich: völlig versandeter Bereich, von Wassergräben umzogen und anschließend annähernd halbrundes, von baumgesäumtem Weg umrandetes Gebiet, ab 4. Teich einschließlich letztgenanntes Gebiet mittlerweile Biotop (aus Sachgesamtheit ausgegliedert mit Schreiben vom 24. Mai 2006)
  - anderer Parkteil (östlich der Straße direkt am Schloss gelegen) mit zungenförmigem Teich, Einfriedung hohe Natursteinmauer, verputzt, mit großem, geschwungenem gemauertem Torbogen mit Holztor und kleinem seitlichen Rundbogentor sowie weiterer Toröffnung und kurzes Mauerstück (Vasenaufsatz verloren gegangen, siehe unten) im Park
  - rechtwinklig zum Herrenhaus gelegenes Nebengebäude (vermutlich ehemaliges Gesindewohnhaus),
  - Einfriedungsmauer (Naturstein, verputzt) mit aufwändigem geschweiftem Portal und fünf Sandsteinpfeilern der Einfriedung sowie Mauerabschnitt mit Vasenaufsatz im Parkteil unmittelbar neben Schloss
  - Der Vasenaufsatz auf der Einfriedung nahe dem Schloss ist zwischen 2012 und 2015 verloren gegangen. Der Verbleib ist nicht bekannt.
3. ↑  Dorfkirche Niederrödern:
  - Saalkirche, einheitlich nach 1650 errichtet. Der schlichte Bau mit Satteldach, an der Ostseite abgewalmt, im Westen von einem stattlichen Dachreiter mit Haube, Laterne und hoher Spitze bekrönt. An der Südseite ein Vorbau, in dem Sakristei und Betstube untergebracht sind, daneben der Treppenturm. Die rundbogigen Fenster von einer Erneuerung 1862. Das Innere flachgedeckt. Die Sakristei und die darüberliegende Betstube kreuzgratgewölbt. Emporeneinbau 1862.
  - Ausstattung (Dehio Sachsen I, S. 756): 
    - Kanzelaltar: Der Aufsatz vom Ende des 17. Jahrhunderts mit Schnitzfiguren der Apostel Petrus und Paulus neben korinthischen Säulen, die ehemals das Mittelbild flankierten. Über der Bekrönung, einem gesprengten Giebel, der Salvator mundi. Alle Figuren etwa lebensgroß. Die Kanzel selbst Mitte 17. Jahrhundert, erst 1817 in den Altaraufbau eingefügt. Die Brüstungsfelder mit den Reliefdarstellungen der Evangelisten unter Arkadenbögen.
    - Jehmlich-Orgel, 1936, mit Freipfeifenprospekt.
    - Im Chor einige Grabdenkmäler von herausragender Qualität aufgestellt:
      - Beachtlich vor allem das Grabdenkmal des Heinrich von Beschwitz († 1541) und dessen Frau Katharina († 1537), von Stephan Hermsdorf. Die beiden Figuren stehen in Rundbogenarkaden, der Mann gerüstet und nach seiner Linken gewendet, die Frau frontal, in einem noch spätgotisch erscheinenden Gewand und mit überkreuzten Händen. Der Schleier vor ihrem Mund fällt bis zum Boden.
      - Von herausragender Qualität auch das Denkmal für Christoph v. Beschwitz († 1540), Christoph Walther I zugeschrieben. Der Grabstein im Hochrelief zeigt den Verstorbenen betend in Rüstung und Waffenrock. Das Gesicht ausdrucksvoll.
      - Aus dem 16. Jahrhundert auch das Holzepitaph des Paul Gröbel († 1594), an der Südwand der Kirche. Hervorzuheben ist vor allem der klare architektonische Aufbau. Im Zentrum die gemalte Darstellung der Auferstehung Christi von Heinrich Göding, flankiert von ionischen Säulen. In der Predella die Familie des Verstorbenen gemalt.
      - Zwei holzgeschnitzte Epitaphien im Knorpelstil mit den Wappen der Verstorbenen von 1662 und 1681 an der Nordwand des Saales.

    - In der Sakristei Ofen von 1660, Putten und Lambrequins, grün glasiert.

  - Einfriedungsmauer aus Bruchstein, zum Teil verputzt
  - Kriegerdenkmal: grob behauene Granitstele mit polierter Schauseite, im oberen Abschluss Eisernes Kreuz, darunter „1914–1918“ und die Namen der Toten, kleine Einfriedung durch Granitsteine mit Bepflanzung